# 亞庇
亚庇（馬來語發音：[ˈkota kinaˈbalu]，常簡称为「KK」），又称哥打基納巴盧、哥打京那峇鲁、哥打京那巴鲁，是馬來西亞第六大城市和沙巴州的首府。舊稱為哲斯頓，當地人則稱之「Api-Api」。
亞庇位于婆罗洲西北方的海岸区，朝向南中国海。西側有著名的东姑阿都拉曼公园，東側則有京那巴魯山（Mount Kinabalu），這座山也是亞庇馬來語名稱的來源。人口約有452,058人，若涵盖兵南邦区，整个都会人口约有628,725人。
15世紀時，亞庇由汶萊帝國統治。到了19世紀，英屬北婆罗洲渣打公司在加雅島建立據點，不過在1897年遭當地領導人Mat Salleh縱火而摧毀。1899年7月，加雅島對面的區域被認為更適合做為據點，因此就逐漸發展起來，該地方就稱為「Api-api」，之後以當時渣打公司的副總裁Sir Charles Jessel的名字命名为「哲斯頓」。哲斯頓成為該地區主要的貿易港，同時連接北婆羅洲鐵路。哲斯頓在二次大戰時幾乎全毀，渣打公司無法獲得高額的重建資金，便將該據點轉讓給大英帝國政府，納為北婆羅洲直轄殖民地。1946年，直轄殖民地宣布哲斯頓為北婆羅洲的首府，並著手進行城鎮重建。馬來西亞成立後，北婆羅洲更名為沙巴。1967年，哲斯頓更名為Kota Kinabalu，然後在2000年升格為城市。
亚庇是沙巴和婆罗洲渔业的兴盛地、旅游景点，同时也是东马来西亚的工业及商业地区，因此得以成為马发展最迅速的城市之一。

## 地名來源
早年当地华人亦稱之為亚庇（Api-Api，源自于当地早期的渔村名称，其原意为「萤火虫」），此名称一直被沙巴人和一些国际航线沿用到今天。以往在沙巴以外，也普遍译作哥打京那峇魯，但是在马来西亚华语规范理事会成立以后，理事会依沙巴人民的要求，以沙巴人所坚持的稱呼为正式中文名。

## 历史沿革

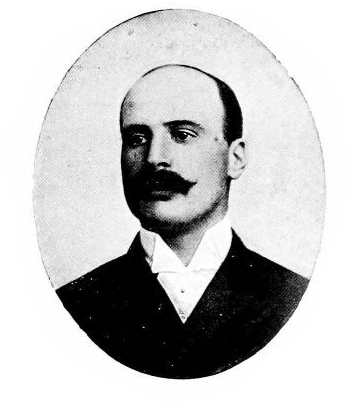
亚庇的前英文名称Jesselton（音译杰塞尔顿）是以英属北婆罗洲公司副董事长查尔斯·杰塞尔（图，Charles Jessel）的名字命名的

自15世纪以来，亚庇一带是在汶莱帝国的控制之下。英属北婆罗洲公司在19世纪后期便开始在北婆罗洲各地建立殖民地。1882年，英属北婆罗洲公司在亚庇一带入侵加雅湾（Gaya Bay）附近的巴瑶人聚居区，首先佔據了加雅岛；於是在1897年拿督沙烈（Datu Salleh）領導了当地巴瑶人和苏洛人（Suluk）烧毁該處。

## 地理

### 中文路牌
亚庇现已有中文路牌，这些路牌分别位于加雅街、海滂街、纪念碑路和敦法史帝芬路。 （页面存档备份，存于）

### 气候
| 亚庇 (1971–2000, 极端气候 1946–1999)                                        | 亚庇 (1971–2000, 极端气候 1946–1999) | 亚庇 (1971–2000, 极端气候 1946–1999) | 亚庇 (1971–2000, 极端气候 1946–1999) | 亚庇 (1971–2000, 极端气候 1946–1999) | 亚庇 (1971–2000, 极端气候 1946–1999) | 亚庇 (1971–2000, 极端气候 1946–1999) | 亚庇 (1971–2000, 极端气候 1946–1999) | 亚庇 (1971–2000, 极端气候 1946–1999) | 亚庇 (1971–2000, 极端气候 1946–1999) | 亚庇 (1971–2000, 极端气候 1946–1999) | 亚庇 (1971–2000, 极端气候 1946–1999) | 亚庇 (1971–2000, 极端气候 1946–1999) | 亚庇 (1971–2000, 极端气候 1946–1999) |
| 月份                                                                        | 1月                                  | 2月                                  | 3月                                  | 4月                                  | 5月                                  | 6月                                  | 7月                                  | 8月                                  | 9月                                  | 10月                                 | 11月                                 | 12月                                 | 全年                                 |
| --------------------------------------------------------------------------- | ------------------------------------ | ------------------------------------ | ------------------------------------ | ------------------------------------ | ------------------------------------ | ------------------------------------ | ------------------------------------ | ------------------------------------ | ------------------------------------ | ------------------------------------ | ------------------------------------ | ------------------------------------ | ------------------------------------ |
| 历史最高温 °C（°F）                                                         | 35.0 (95.0)                          | 34.2 (93.6)                          | 35.7 (96.3)                          | 35.6 (96.1)                          | 35.3 (95.5)                          | 35.6 (96.1)                          | 34.1 (93.4)                          | 35.0 (95.0)                          | 34.0 (93.2)                          | 33.3 (91.9)                          | 33.5 (92.3)                          | 32.4 (90.3)                          | 35.7 (96.3)                          |
| 平均高温 °C（°F）                                                           | 30.4 (86.7)                          | 30.7 (87.3)                          | 31.5 (88.7)                          | 32.2 (90.0)                          | 32.1 (89.8)                          | 31.8 (89.2)                          | 31.5 (88.7)                          | 31.6 (88.9)                          | 31.4 (88.5)                          | 31.2 (88.2)                          | 31.0 (87.8)                          | 30.9 (87.6)                          | 31.4 (88.5)                          |
| 平均低温 °C（°F）                                                           | 22.9 (73.2)                          | 23.0 (73.4)                          | 23.4 (74.1)                          | 24.1 (75.4)                          | 24.3 (75.7)                          | 24.0 (75.2)                          | 23.7 (74.7)                          | 23.7 (74.7)                          | 23.7 (74.7)                          | 23.6 (74.5)                          | 23.5 (74.3)                          | 23.3 (73.9)                          | 23.6 (74.5)                          |
| 历史最低温 °C（°F）                                                         | 18.0 (64.4)                          | 17.0 (62.6)                          | 18.0 (64.4)                          | 18.0 (64.4)                          | 18.0 (64.4)                          | 18.0 (64.4)                          | 17.0 (62.6)                          | 16.0 (60.8)                          | 17.0 (62.6)                          | 19.0 (66.2)                          | 18.0 (64.4)                          | 18.0 (64.4)                          | 16.0 (60.8)                          |
| 平均降雨量 mm（）                                                           | 104.8 (4.13)                         | 73.4 (2.89)                          | 50.5 (1.99)                          | 114.2 (4.50)                         | 216.2 (8.51)                         | 279.4 (11.00)                        | 262.7 (10.34)                        | 270.3 (10.64)                        | 285.2 (11.23)                        | 345.8 (13.61)                        | 302.4 (11.91)                        | 242.3 (9.54)                         | 2,547.2 (100.28)                     |
| 平均降雨天数（≥ 1.0 mm）                                                    | 8                                    | 7                                    | 6                                    | 8                                    | 12                                   | 13                                   | 13                                   | 13                                   | 14                                   | 16                                   | 17                                   | 13                                   | 140                                  |
| 平均相對濕度（％）                                                          | 83                                   | 82                                   | 81                                   | 80                                   | 81                                   | 80                                   | 79                                   | 78                                   | 81                                   | 82                                   | 83                                   | 83                                   | 81                                   |
| 月均日照時數                                                                | 187.7                                | 194.8                                | 233.4                                | 245.3                                | 228.8                                | 197.6                                | 204.9                                | 196.7                                | 180.7                                | 191.9                                | 192.5                                | 197.5                                | 2,451.8                              |
| 来源1：World Meteorological Organisation                                    |                                      |                                      |                                      |                                      |                                      |                                      |                                      |                                      |                                      |                                      |                                      |                                      |                                      |
| 来源2：NOAA (sun, 1961–1990),Deutscher Wetterdienst (extremes and humidity) |                                      |                                      |                                      |                                      |                                      |                                      |                                      |                                      |                                      |                                      |                                      |                                      |                                      |

## 人口

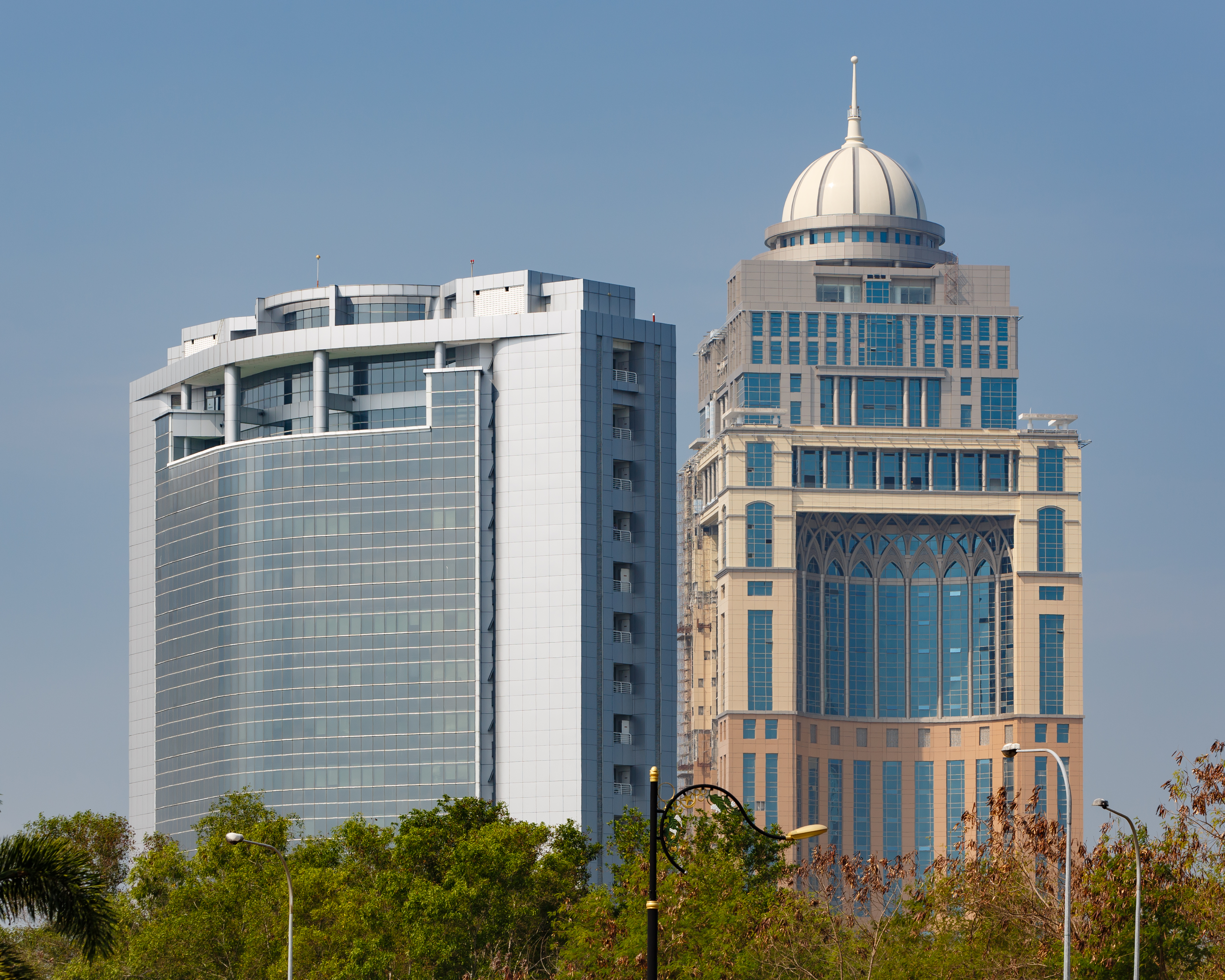
沙巴州行政中心

### 族裔和宗教
根据2010年马来西亚人口普查报告，亚庇的总人口估计为45万2058人。马来西亚公民占当今亚庇人口的大多数，是由以下族裔组成的：华人（9万3429人）、苏洛人、巴瑶人（7万2931人）、卡达山-杜顺人（6万9993人）、汶莱马来人（3万5835人）、姆禄人（2528人）、其他土著（5万9607人）、印度人（2207人）以及其他族裔（5482人）；亚庇亦有11万556名非马来西亚公民居住。亚庇华人主要为客家人和華北人，习惯用华语及客家话沟通，主要居住在路陽地區。除此之外也有少部分使用廣東話（粵語）、福建話（閩南語）和福州話（閩東語）的華人散佈在亞庇市內。
| 2010年亞庇族群比例       | 2010年亞庇族群比例       | 2010年亞庇族群比例 | 2010年亞庇族群比例 | 2010年亞庇族群比例 |
| ------------------------ | ------------------------ | ------------------ | ------------------ | ------------------ |
| 族群                     | 族群                     |                    | 百分比             | 百分比             |
| 马来人（包括汶萊馬來人） | 马来人（包括汶萊馬來人） |                    | 10.49%             | 10.49%             |
| 卡达山-杜顺人            | 卡达山-杜顺人            |                    | 20.5%              | 20.5%              |
| 巴瑶人                   | 巴瑶人                   |                    | 21.36%             | 21.36%             |
| 毛律人                   | 毛律人                   |                    | 0.74%              | 0.74%              |
| 其它土著                 | 其它土著                 |                    | 17.31%             | 17.31%             |
| 华人                     | 华人                     |                    | 27.36%             | 27.36%             |
| 印度人                   | 印度人                   |                    | 0.65%              | 0.65%              |
| 其他                     | 其他                     |                    | 1.61%              | 1.61%              |

| 2010年亞庇公民与非公民比例 | 2010年亞庇公民与非公民比例 | 2010年亞庇公民与非公民比例 | 2010年亞庇公民与非公民比例 | 2010年亞庇公民与非公民比例 |
| -------------------------- | -------------------------- | -------------------------- | -------------------------- | -------------------------- |
| 国籍                       | 国籍                       |                            | 百分比                     | 百分比                     |
| 马来西亚公民               | 马来西亚公民               |                            | 75.54%                     | 75.54%                     |
| 非马来西亚公民和非法移民   | 非马来西亚公民和非法移民   |                            | 24.46%                     | 24.46%                     |

| 族群                     | 2010   | 2010    |
| 族群                     | 人口   | 百分比  |
| ------------------------ | ------ | ------- |
| 马来人（包括汶萊馬來人） | 35835  | 7.93%   |
| 卡达山-杜顺人            | 69993  | 15.48%  |
| 巴瑶人                   | 72931  | 16.13%  |
| 毛律人                   | 2518   | 0.56%   |
| 其他土著                 | 59107  | 13.08%  |
| 华人                     | 93429  | 20.67%  |
| 印度人                   | 2207   | 0.49%   |
| 其他                     | 5482   | 1.21%   |
| 马来西亚公民总数         | 341502 | 75.54%  |
| 非马来西亚公民总数       | 110556 | 24.46%  |
| 总数                     | 452058 | 100.00% |

## 经济
亚庇市是沙巴首府，也是最重要的商业中心。旅游业，制造业等为重要经济支柱，亚庇市的经济基础和实力远远超过东马地区的其他城市。亚庇工业园是政府推出的经济计划，与实邦加港口位于北部实邦加区，是亚庇与沙巴重要资产。

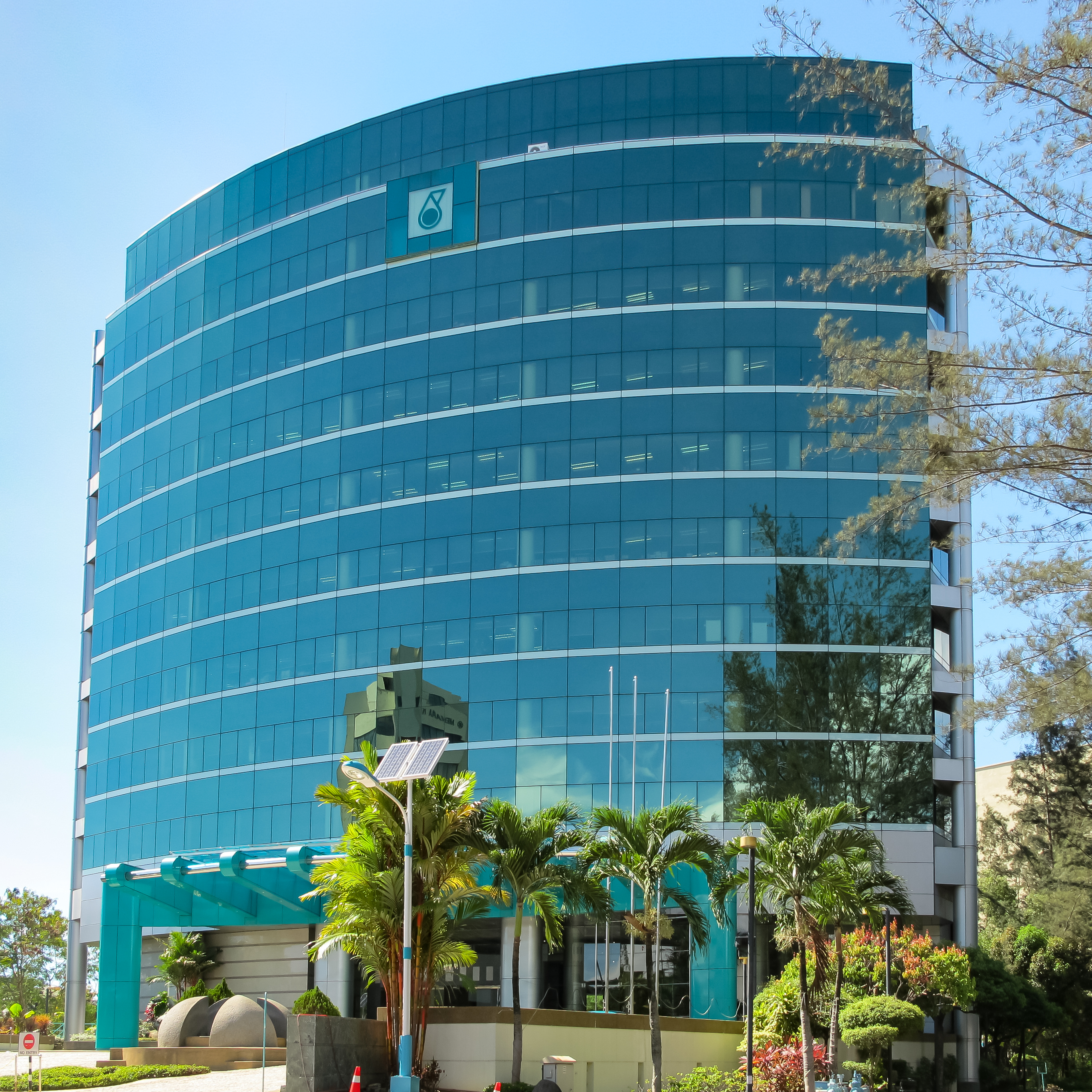
亚庇国油大厦（Wisma Petronas Kota Kinabalu）
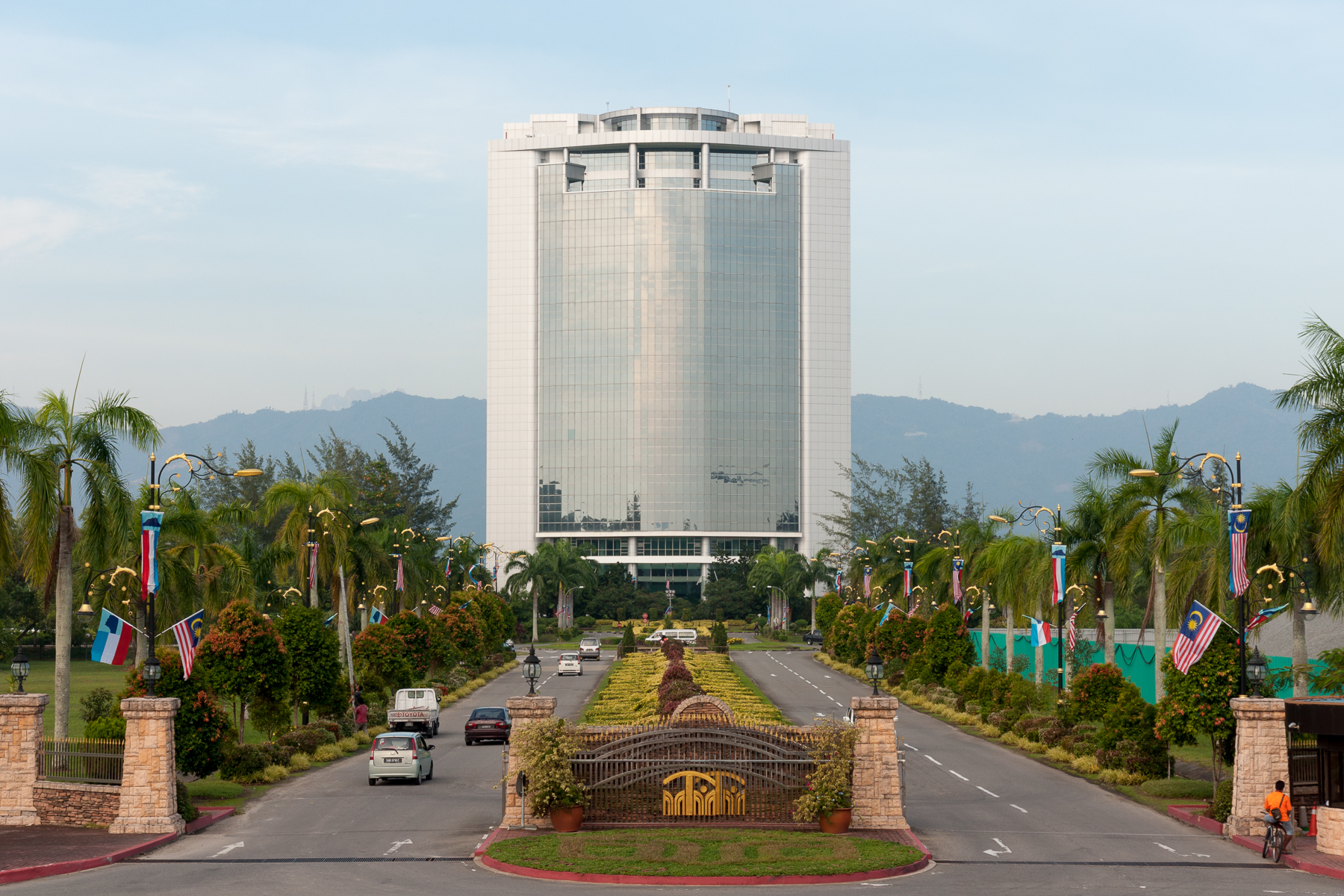
Innoprise大厦（Wisma Innoprise）
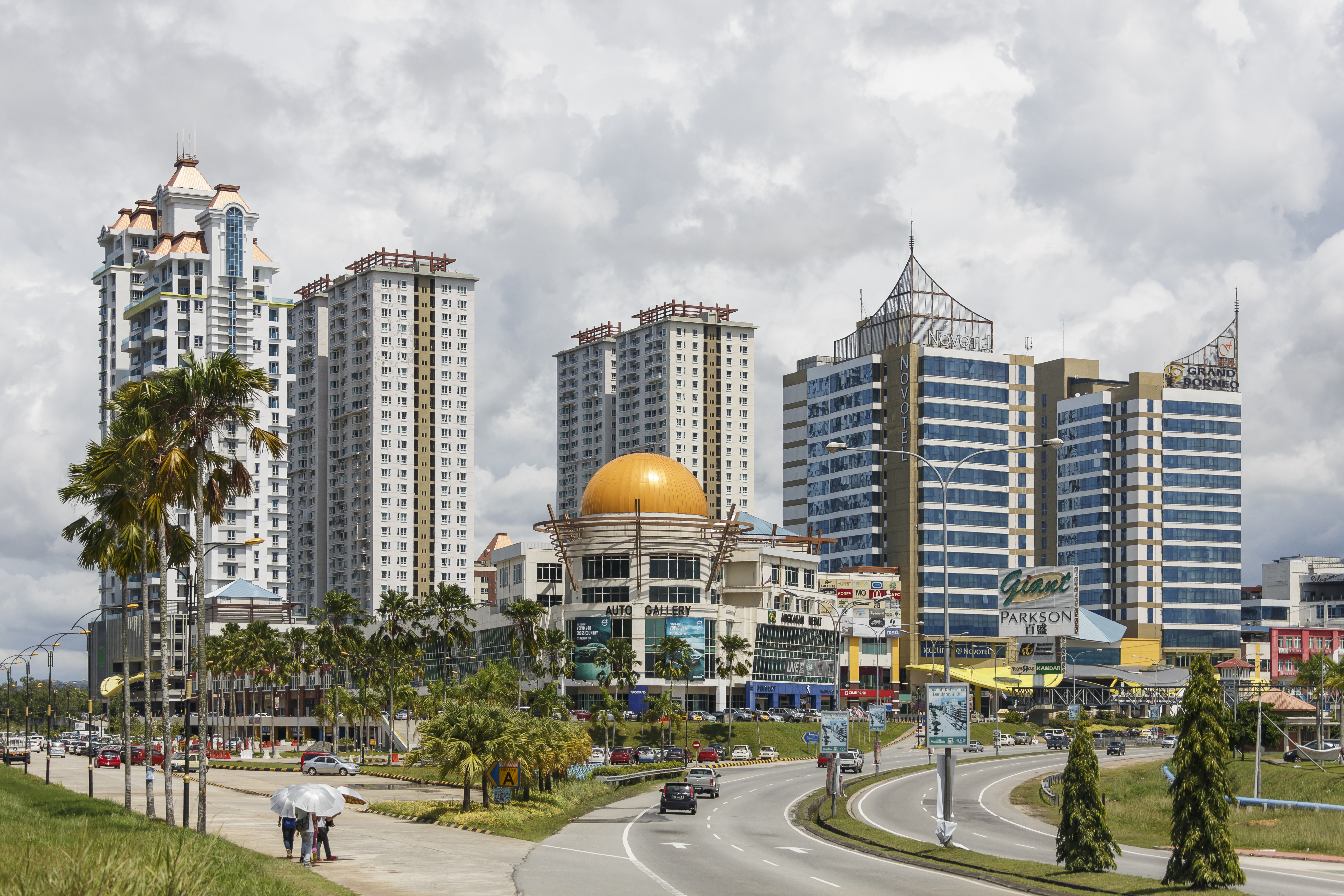
婆罗洲1号的商场及周围开发区

## 著名商圈
| - 著名商圈及街道： - 婆罗洲1号（1Borneo） - 曙光广场（Suria Sabah） - 海旁街（Boardwalk） - 默迪卡广场（Wisma Merdeka） - 沙巴广场（Wisma Sabah） - 华利山广场（Wisma Warisan） - - SEDCO Complex,Kampung Air.海鲜美食天堂。 - 西加麦夜市 - 加雅街，海旁街，澳洲坊，亚庇三大老街，购买礼品，品尝到底美食最佳地点。 - 婆罗洲1号 - 曙光广场（Suria Sabah） - 占地11英畝，总面积达70万方尺购物商店 - 中心的底层，1-4楼是购物区，5-8楼则是停车场，9楼是娱乐中心如戏院 - 主要租户Metrojaya和Golden Screen Cinema戏院 - 杰斯顿海滨区 （Jesselton Waterfront） - 星城北（Star City North） - 华丽山广场（Warisan Square） - 太平洋广场（Centre Point Sabah） - 默迪卡广场（Wisma Merdeka） - 亚庇城（KK Plaza） - 我格广场（IMAGO KK Times Square） - 亚庇市区最大商场。 - 加拉文星广场（Komplex Karamunsing） - 亚庇最大电子城。 - 亚庇城中城（City Mall） - 海洋城（Oceanus Waterfront Mall） - 太平洋广场（Pacificity） - 中央购物广场（Central Shopping Plaza） - 河岸广场（Riverson） |

## 交通
亚庇是马来西亚的航空交通枢纽城市之一，亚庇国际机场是马来西亚第二大机场，其地位仅次于吉隆坡。该机场也是东马主要航空枢纽，有飞往亚太各地的航班如汶莱 ，新加坡、香港、上海、广州、深圳、昆明、杭州、武汉、福州、天津、台北、首尔、东京、柏斯、澳門等。

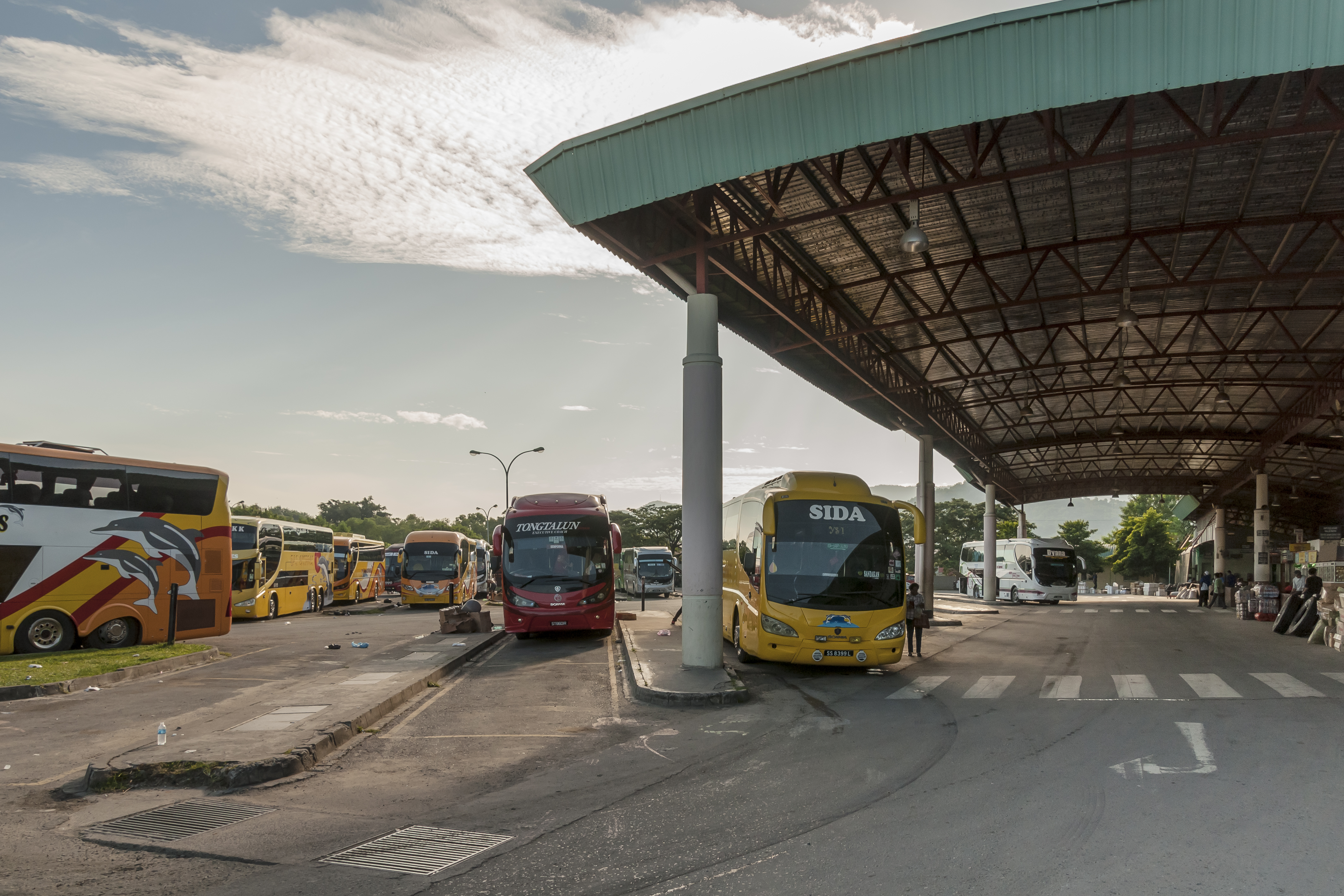
北市巴士总站（Terminal Bas Bandaraya Utara）

亚庇公共交通有电子招车，公交车、出租车、客运等多种交通工具。在下南南区有亚庇北站，提供前往沙巴北部及东海岸客运专线。市区卫星市客运站，提供前往沙巴南部及砂拉越城镇。通往纳闽岛的车站是设在市区最高法庭对面.

### 码头
- 丝绸港码头 (Sutera Harbour)

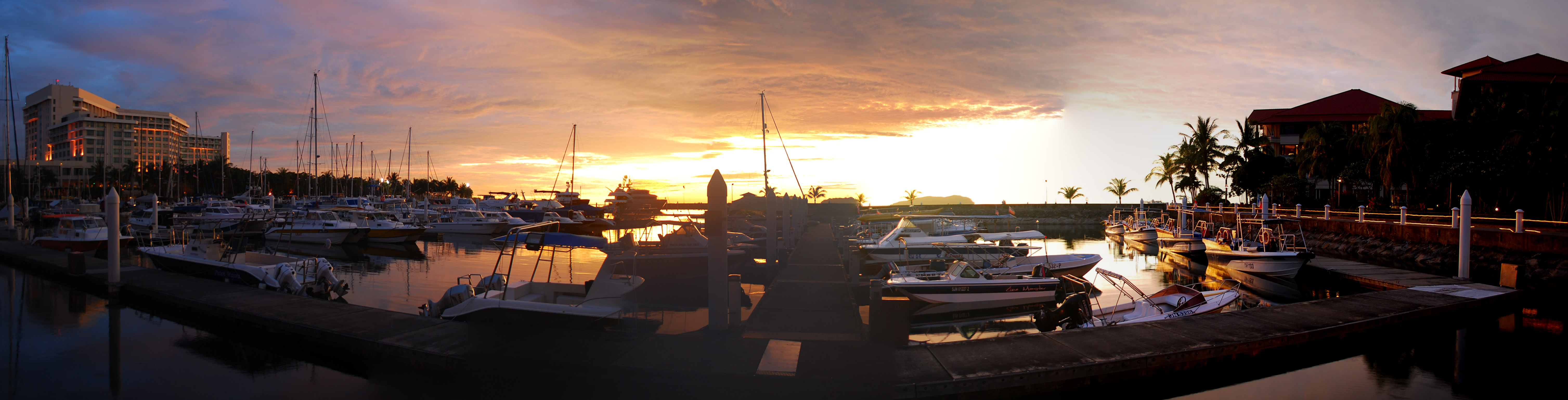
絲綢港碼頭之全景
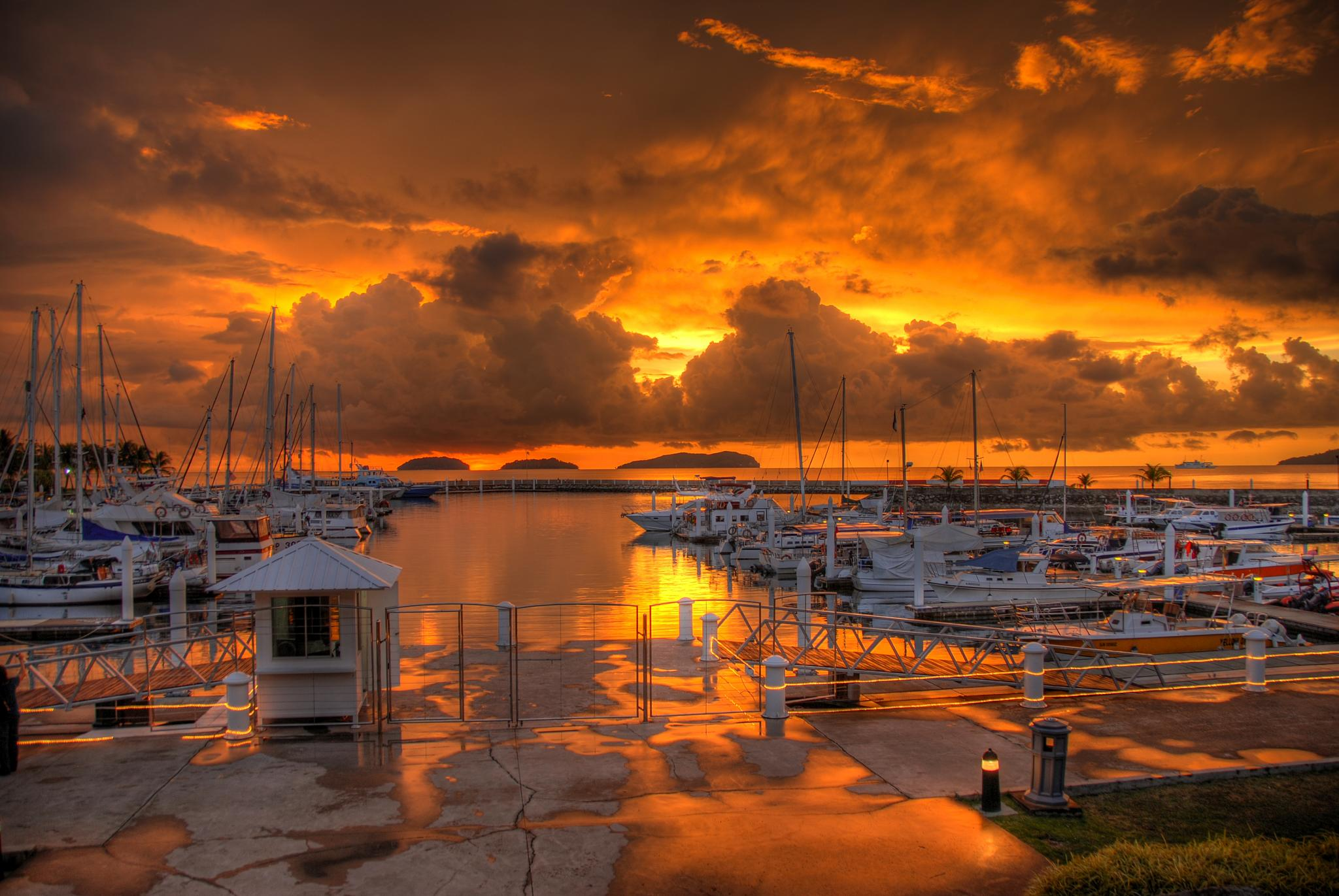
絲綢港碼頭之日落

- 亚庇市码头／哲斯顿城码头（Jesselton Point Jetty）提供前往加雅岛，沙比岛，马奴干岛和纳闽的船服务。

### 港口
- 实邦加货柜港口（Sepanggar Bay Container Port）

### 机场

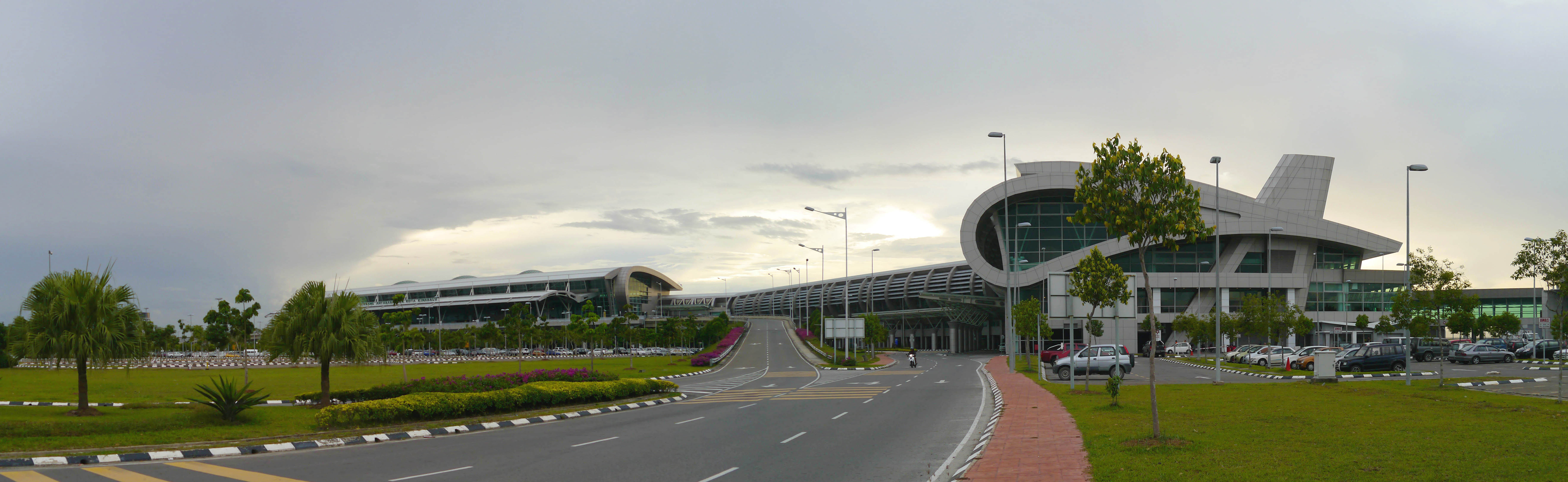
亚庇国际机场

亚庇国际机场是马来西亚第二繁忙机场，也是沙巴境内僅有的三個国际机场之一（一是斗湖国际机场，马来西亚航空的子公司马来西亚之翼航空營運来往于打拉根机场的航線；另一是山打根国际机场，宿务太平洋航空的子公司宿翱航空將於2017年10月29日開始營運来往于菲律賓三宝颜机场的航線）。机场和市区距离仅10公里，车程需要15分钟。

### 铁路

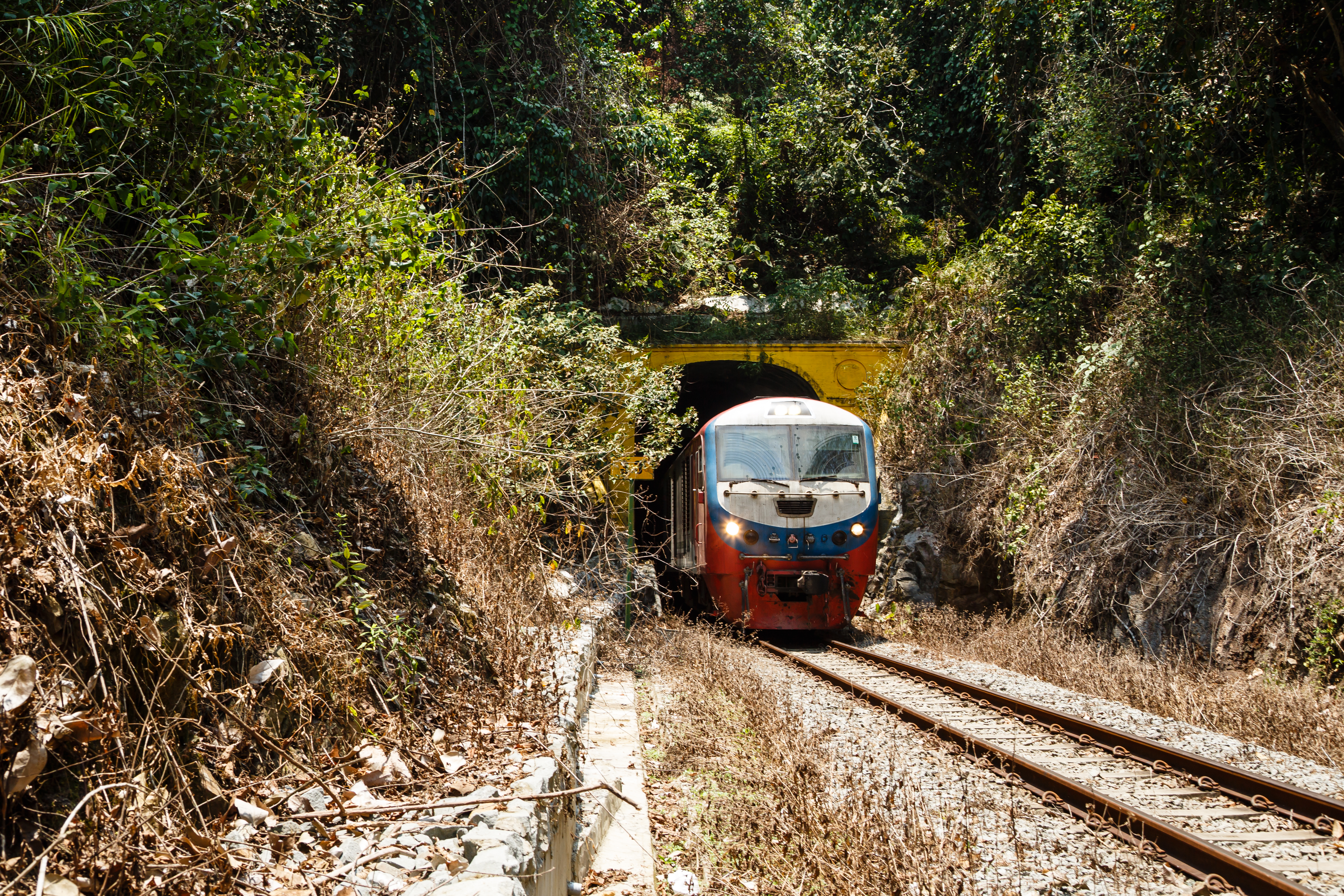

沙巴铁路是由英国殖民地建设，至今仍然服务。该铁路路线由北部亚庇丹绒亚路站终点站开往南部丹南站。沙巴政府规划将扩建沙巴铁路，能贯通东西海岸城市。

### 未来交通规划
-亚庇巴士快捷系统BRT（快速公交运输系统）建设
-新布兰河快艇服务
-亚庇邮轮码头
-地铁
-新机场

## 学校教育

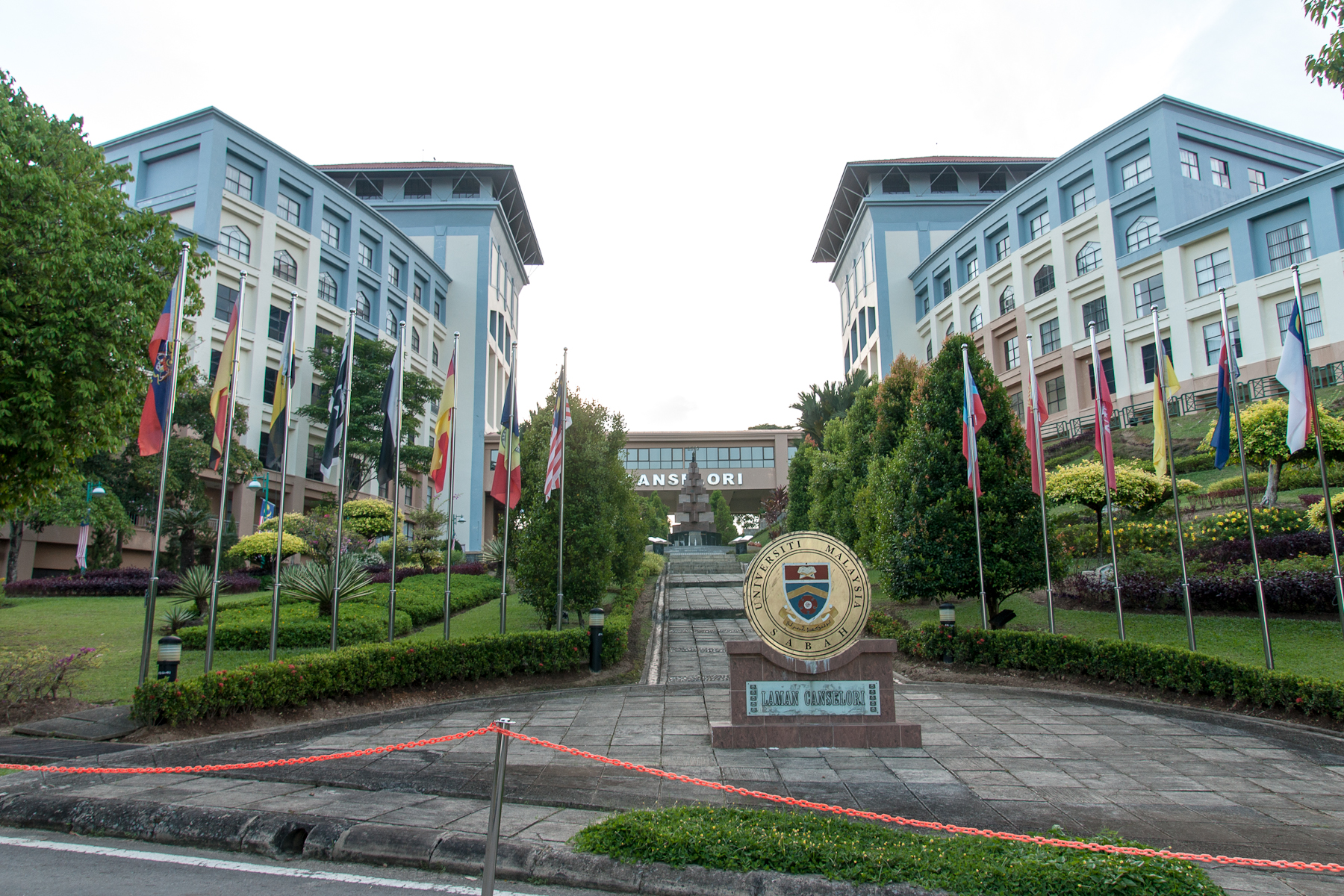
沙巴大学

| - 沙巴大学 - AMC - 沙巴艺术学院（SIA） - Sidma College - Cosmopoint - Kinabalu Commercial College（KCC） - 英迪学院-Inti College - 崇正学院-Institute Sinaran - 英华美学院-Informatics College - 拉曼理工大学（沙巴分校）-Tunku Abdul Rahman University of Management and Technology (Sabah Branch) - 沙巴大学-Malaysia Sabah University（UMS） - Asian Tourism International College（ATIC） - 武汉华中师范大学亚庇中华文化教育中心 | - 斯里英善私立英校-Sekolah Swasta Seri Insan - Maktab Nasional - 京那巴鲁国际学校-Kinabalu International School - 善导中学-SM Shan Tao - 亚庇乐育中学-SM Lok Yuk - 诸圣中学-SM All Saints - 拉萨中学-SM La Salle - St.Francis - Stella Maris - 沙巴崇正中学-Tshung Tsin Secondary School - 沙巴建国中学-Kian Kok Middle School - 里卡士-SMK Likas - 亚庇女子中学-SMK Perempuan - 亚庇中学-KK High School - 亚庇里卡士技术学校（SMK Teknik Likas） | - 下南南益南华文小学-SJK（C）Yick Nam - 里卡士中华华文小学-SJK（C）Chung Hwa,Likas - 亚庇中华华文小学-SJK（C）Chung Hwa,KK - 里卡士乐育华文小学-SJK（C）Lok Yuk, Likas - 亚庇中英华文小学-SK（C）Anglo Chinese - 雅导华文小学-St.James - 善导华文小学-Shan Tao - 西门洪私立英小-SRS Datuk Simon Fung - 斯里英善私立英小-SRS Seri Insan - 斗亚兰振新华文小学 - St.Francis - SRK St.Agnes |

## 文化與休閒

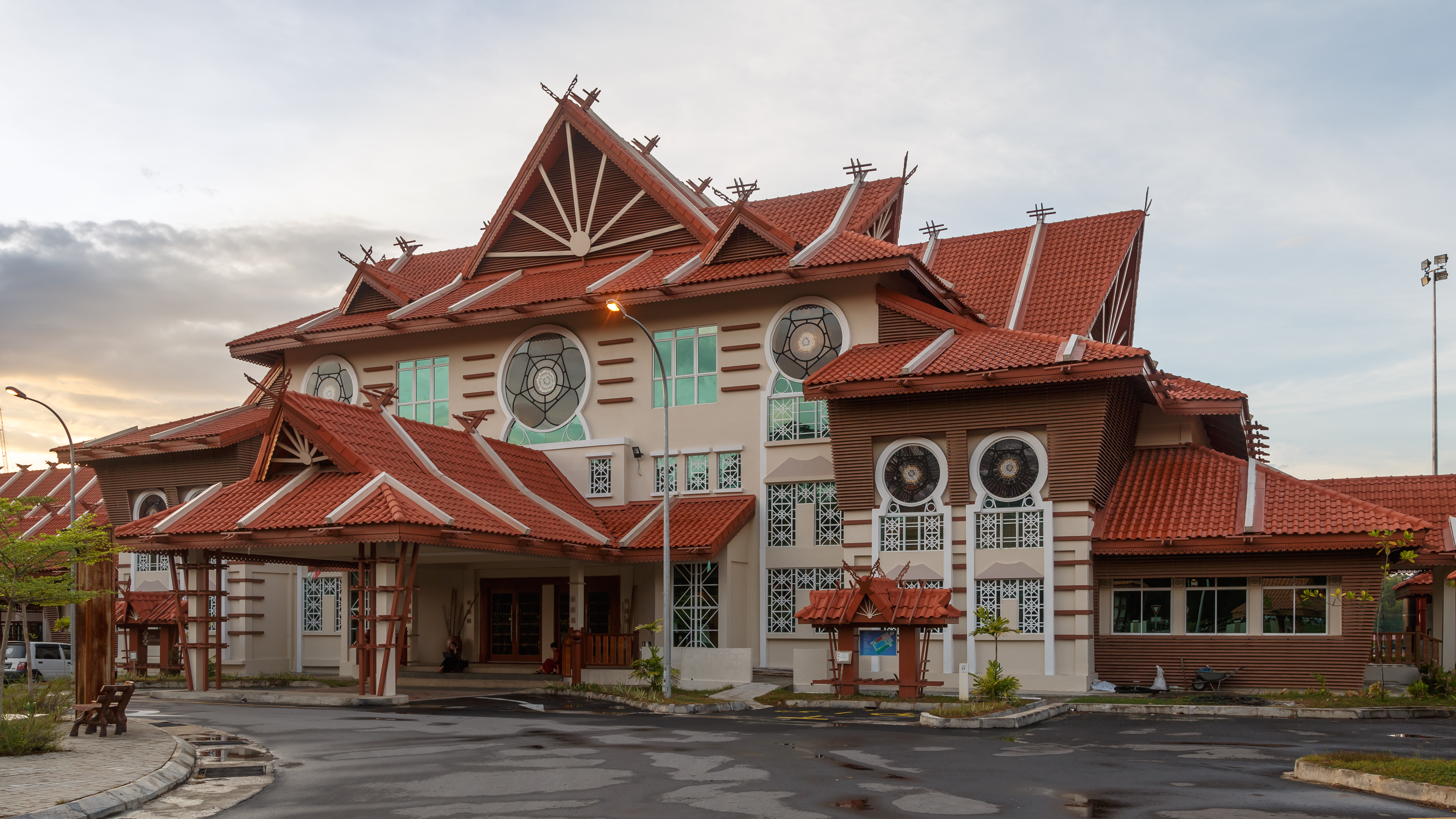
沙巴文化艺术宫

除了基督教、伊斯兰文化之外，亚庇市是华人聚居城市，故此中华文化在本市社区风气亦甚。马来语为马来西亚官方用语，所以在亚庇说马来语非常普遍，马来语也是马来人和各大土族沟通用语。另外，其他本土语言如卡达山语，巴妖语等是土族主要沟通语言。亚庇的华人主要说惠阳客家话和官话，由于中文在世界上的影响力越大，许多土族也能说一口流利的华语官话和客家话。除此之外，其他方言如粤语，闽南话，福州话等也很通行。英语是通用语，所以在亚庇商家主要以英语作为商业用语。马来语和汉语为次要商业用语。

### 历史建筑
亚庇市区只剩下寥寥无几的历史遗迹，是第二次世界大战后保留的建筑物:

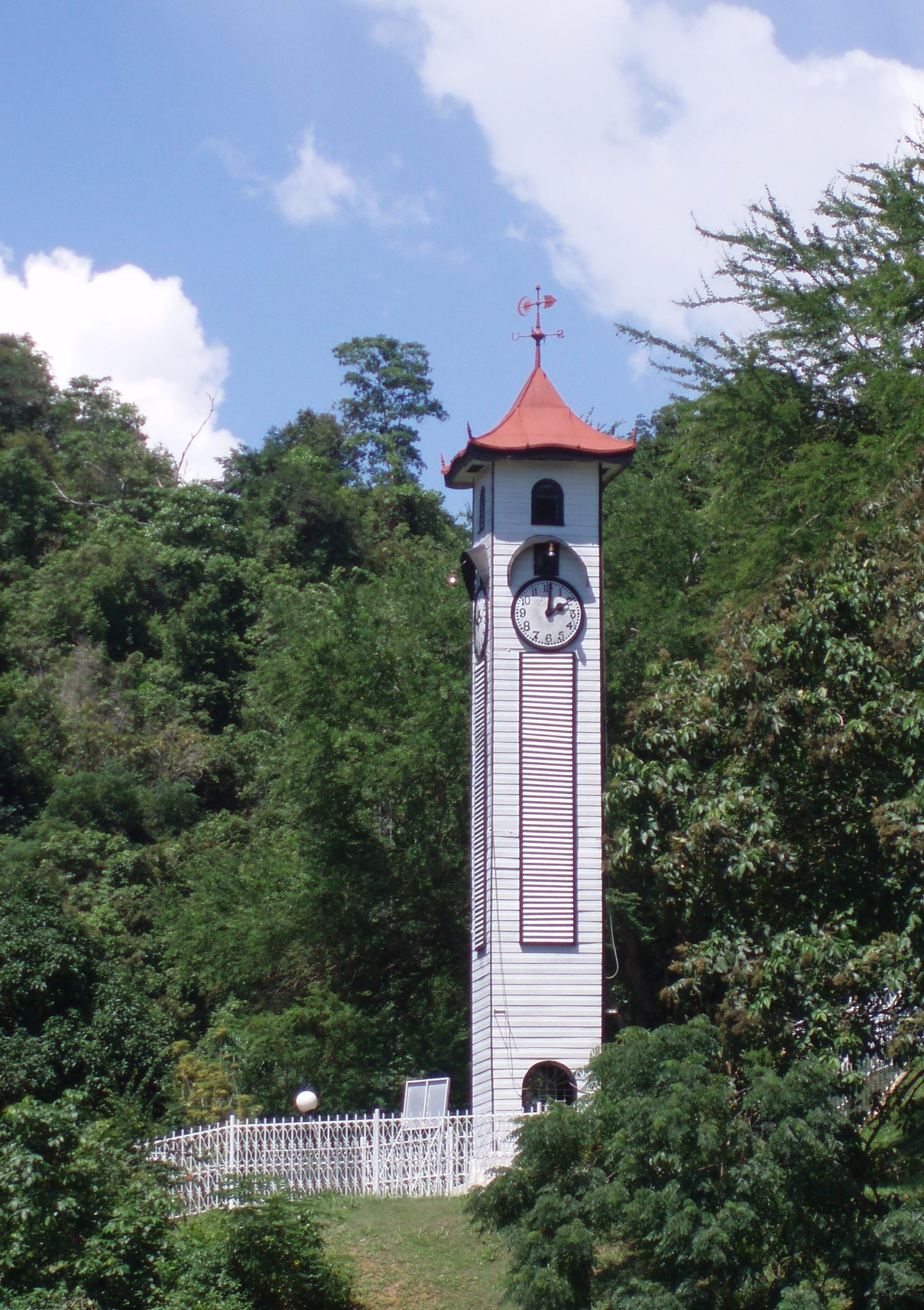
艾京生钟楼（Atkinson Clock Tower，1905年建）
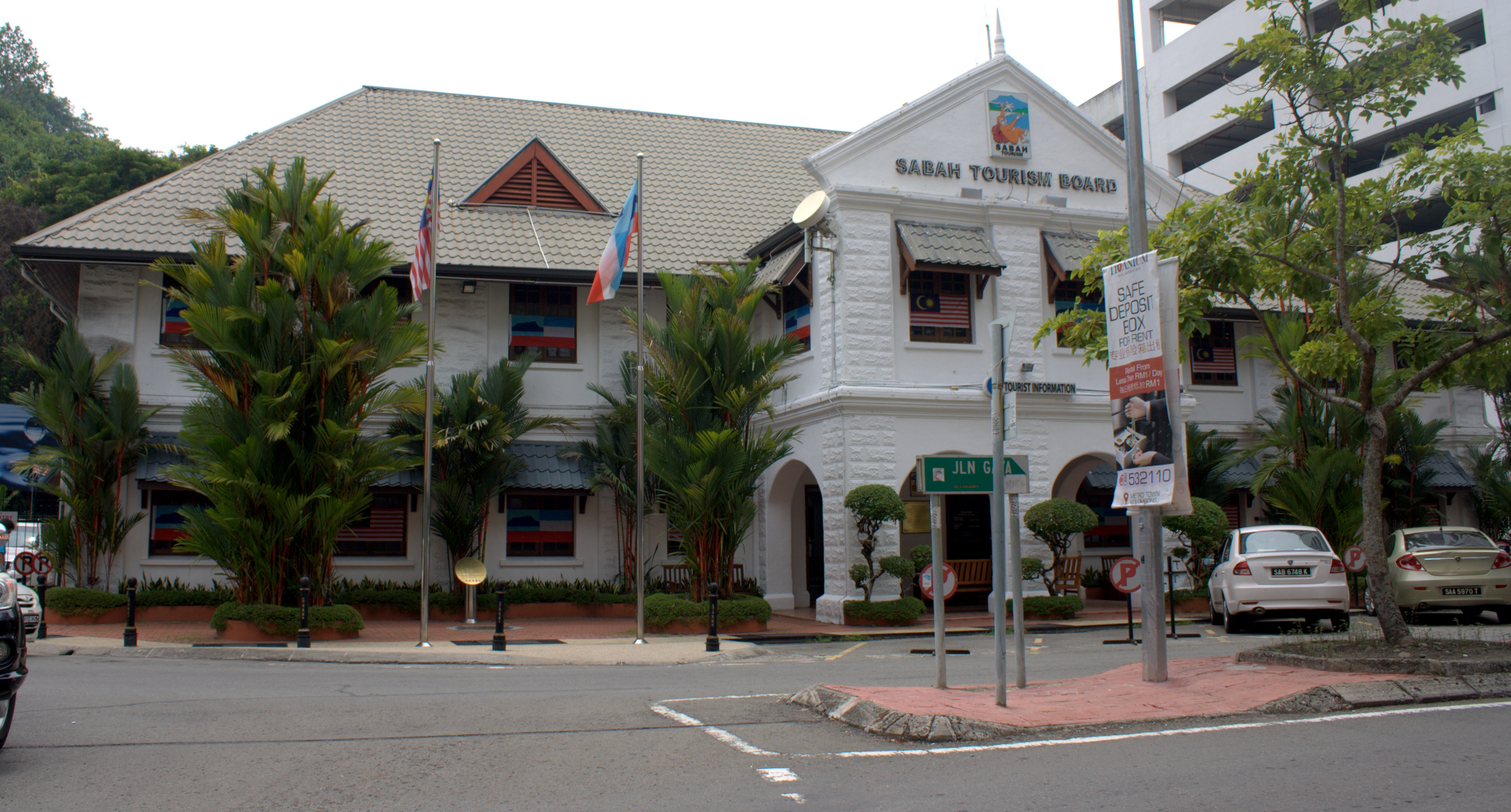
沙巴州旅游局（Sabah Tourism Board，旧邮政局，1918年建）
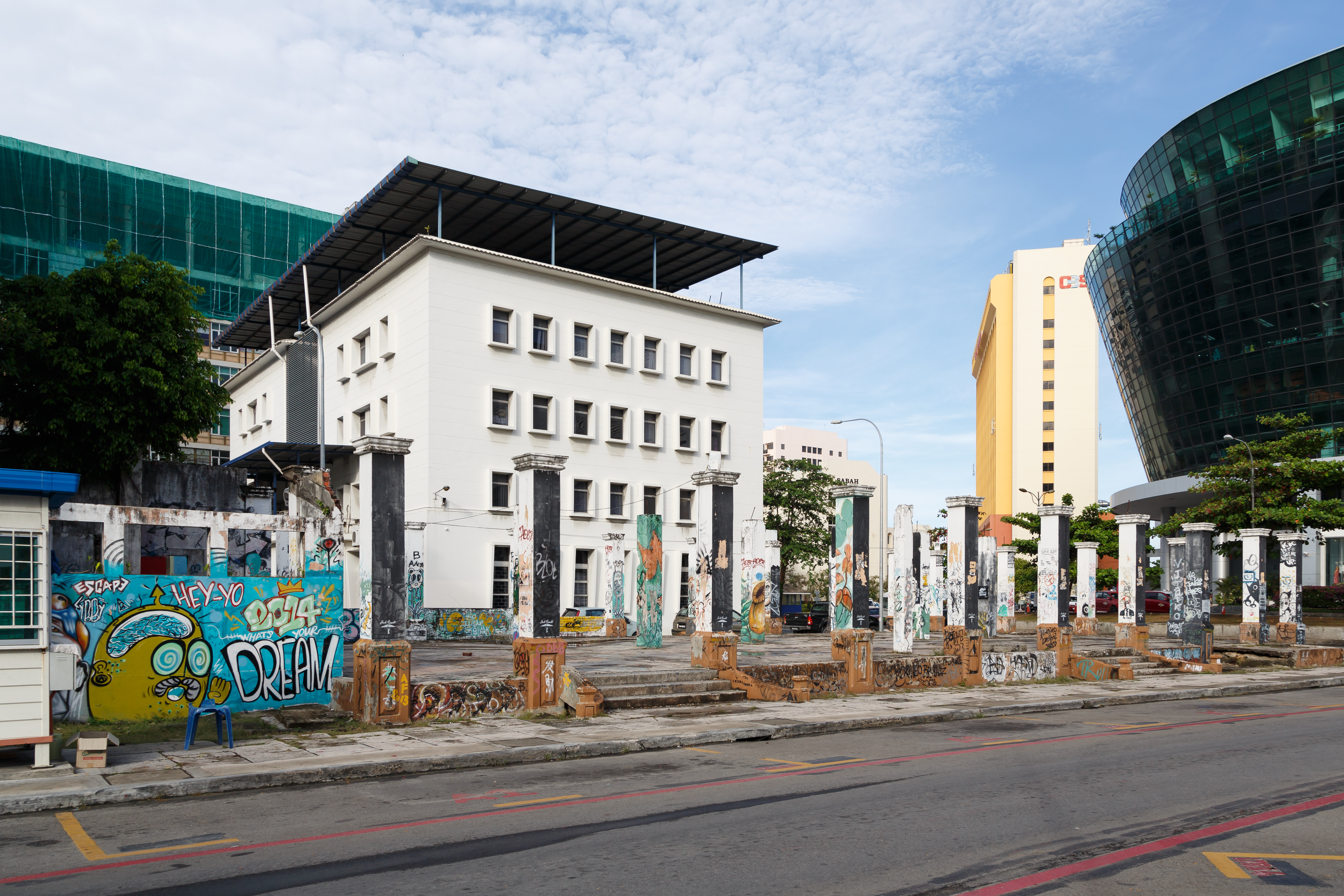
前土地测量局废墟（Ruins Of Former Land And Survey Dept Building，何年建成不詳，上世纪90年代因被烧毁，剩下原来的柱子和保险库，现为街头艺术廊）
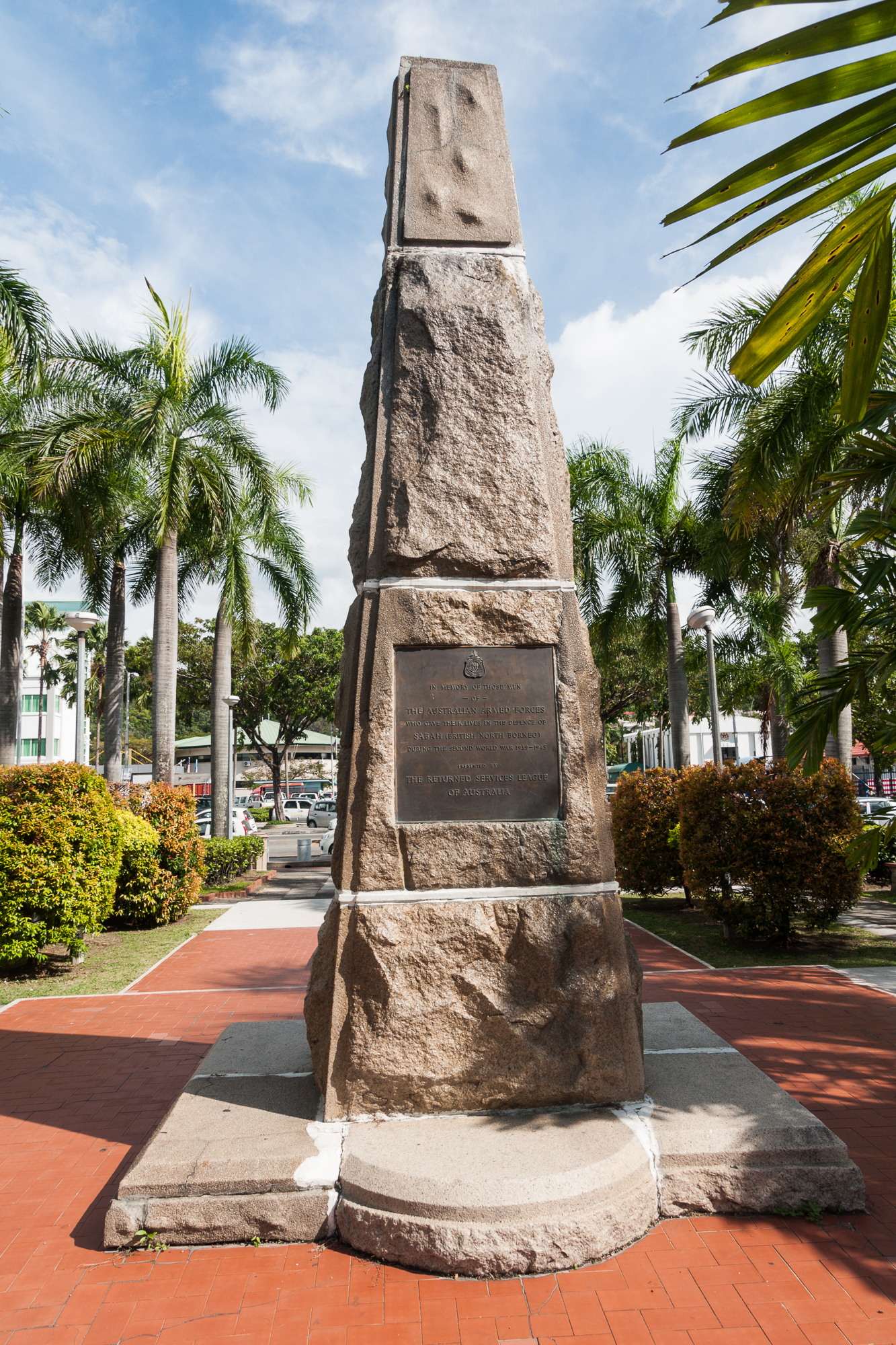
北婆罗洲战争纪念碑（North Borneo War Monument，1923年建）
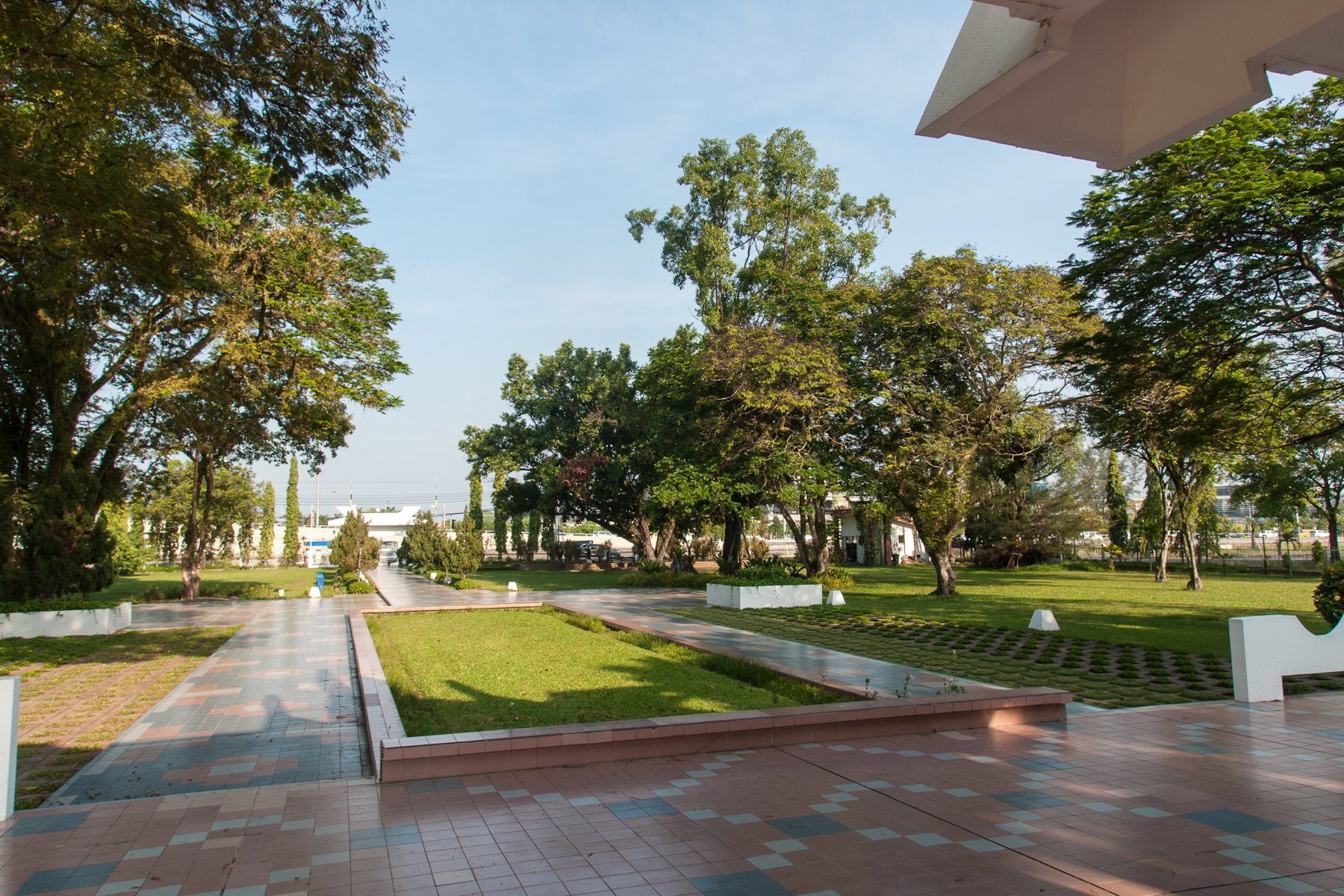
神山游击队纪念公园（Petagas War Memorial，1946年建）
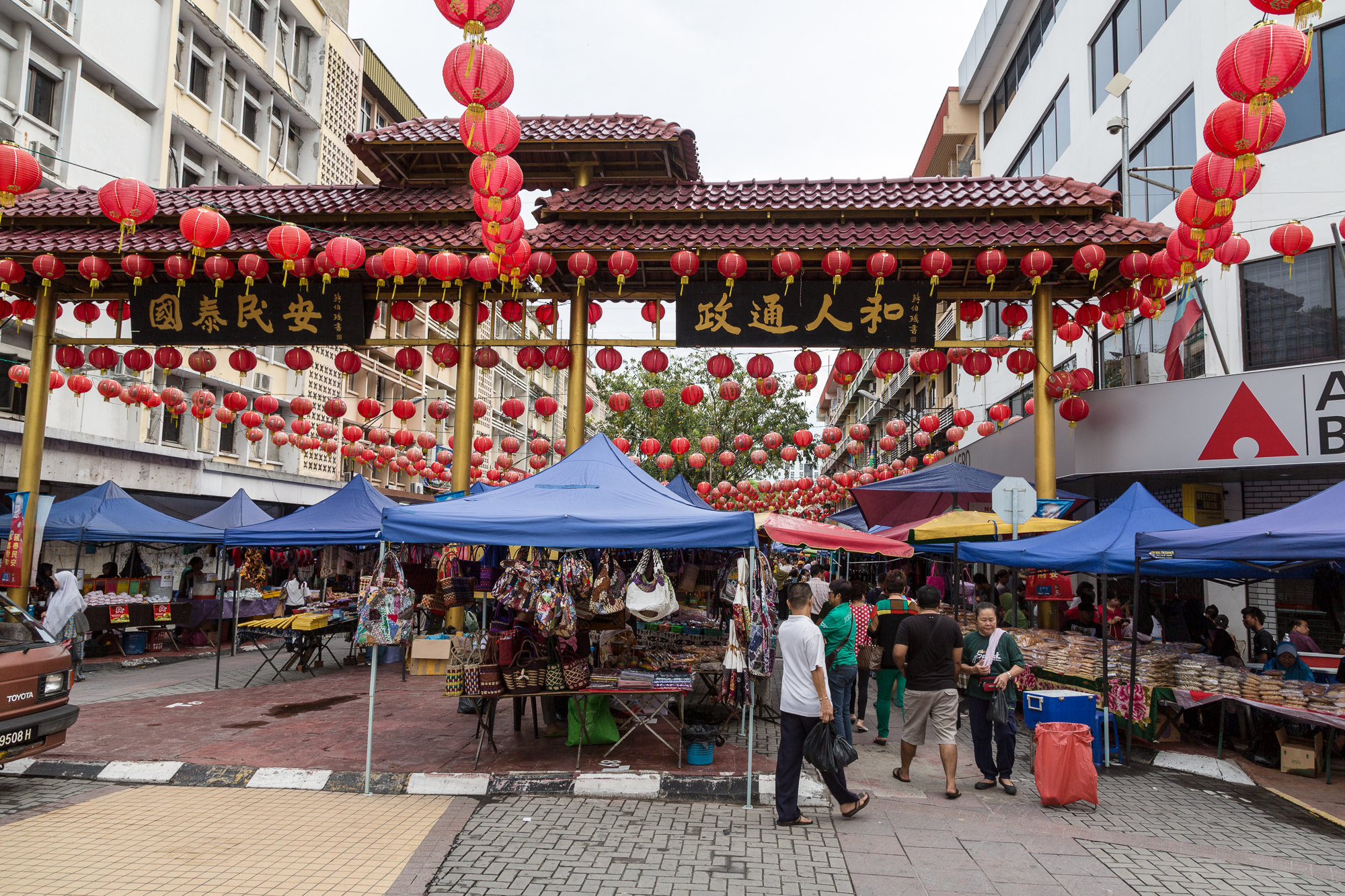
加雅街（Gaya Street，1951年建，亚庇第一座永久性店屋，位于亚庇市区中部)
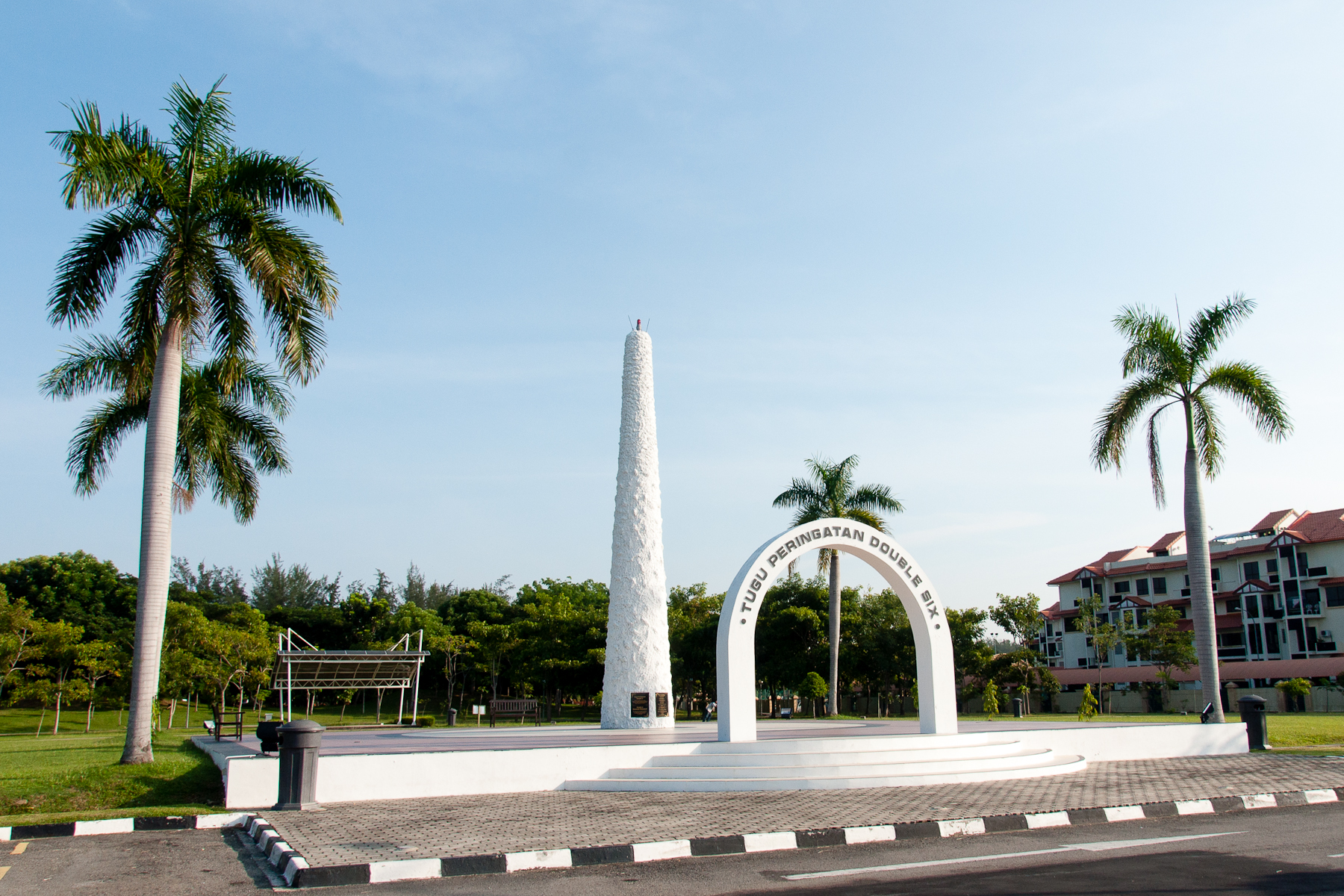
双六空难纪念碑（Grace Park Double Six Monument，1976年建，纪念双六空难遇难者）

### 宗教建筑

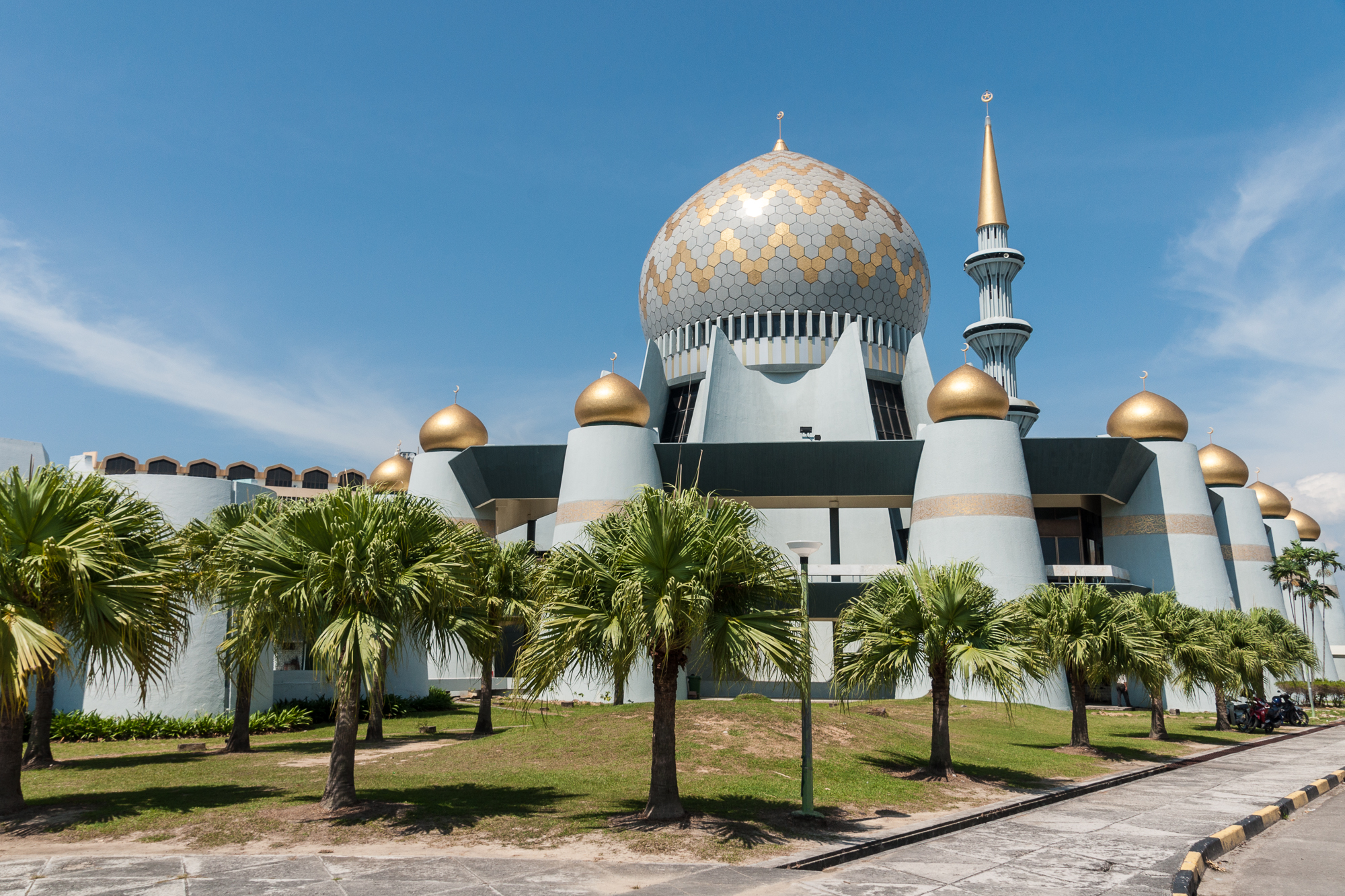
沙巴州立清真寺（Masjid Negeri Sabah，1975年建）
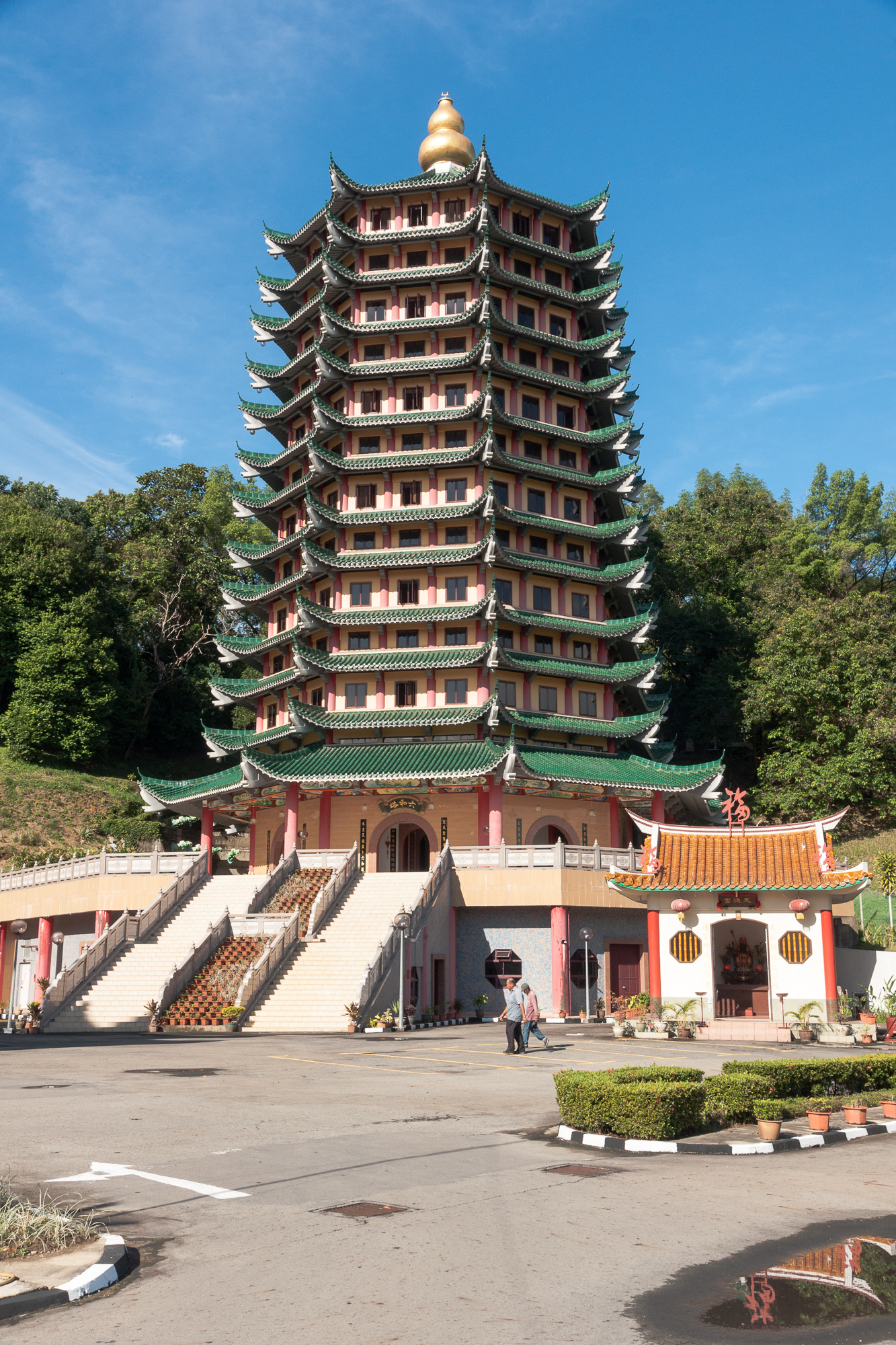
德教会紫瑞阁（Zi Sui Ge Temple，1981年建）
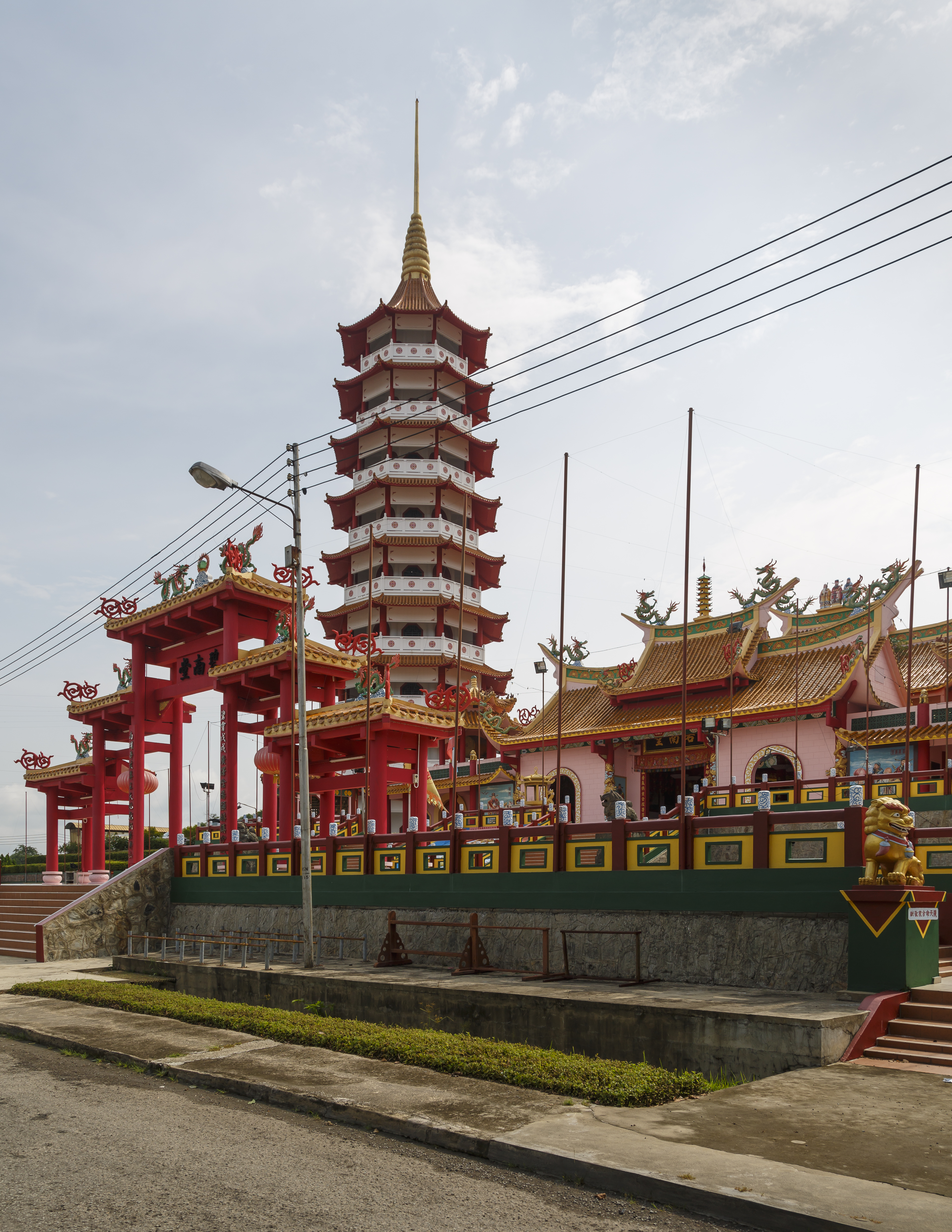
碧南堂（Peak Nam Tong Temple，1982年建）
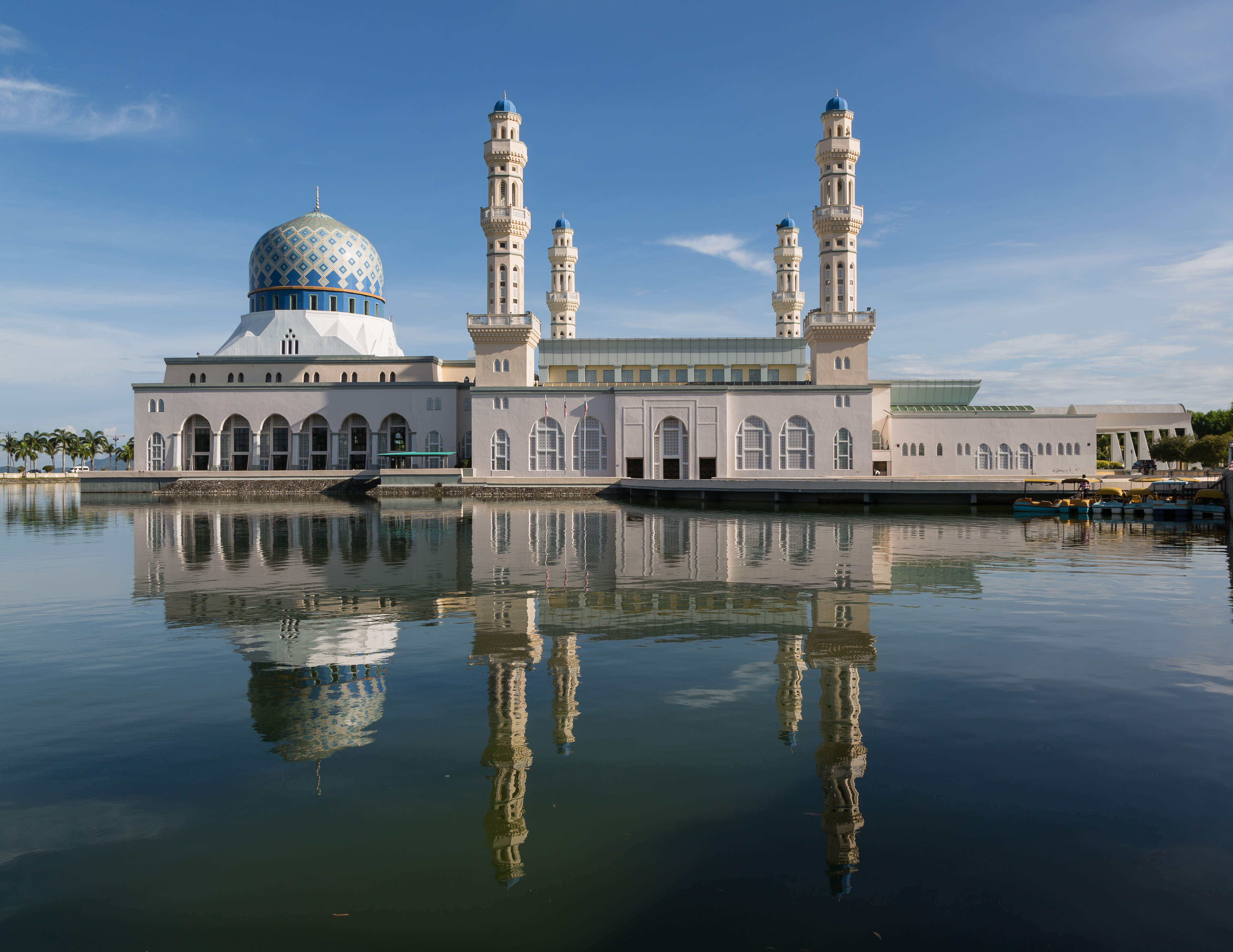
亚庇市立清真寺（Masjid Negeri Kota Kinabalu，2000年建）

### 媒体

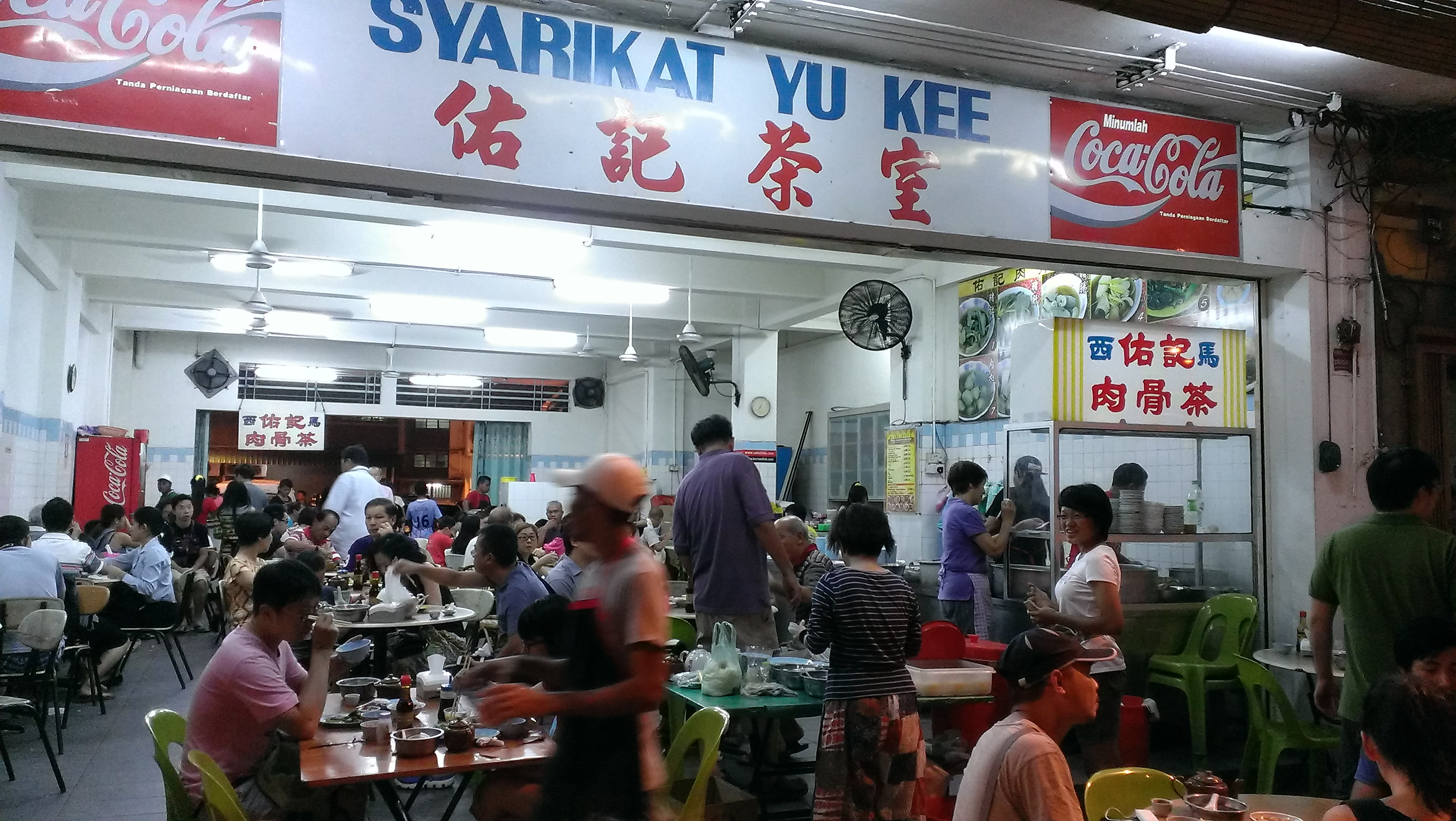
佑记肉骨茶
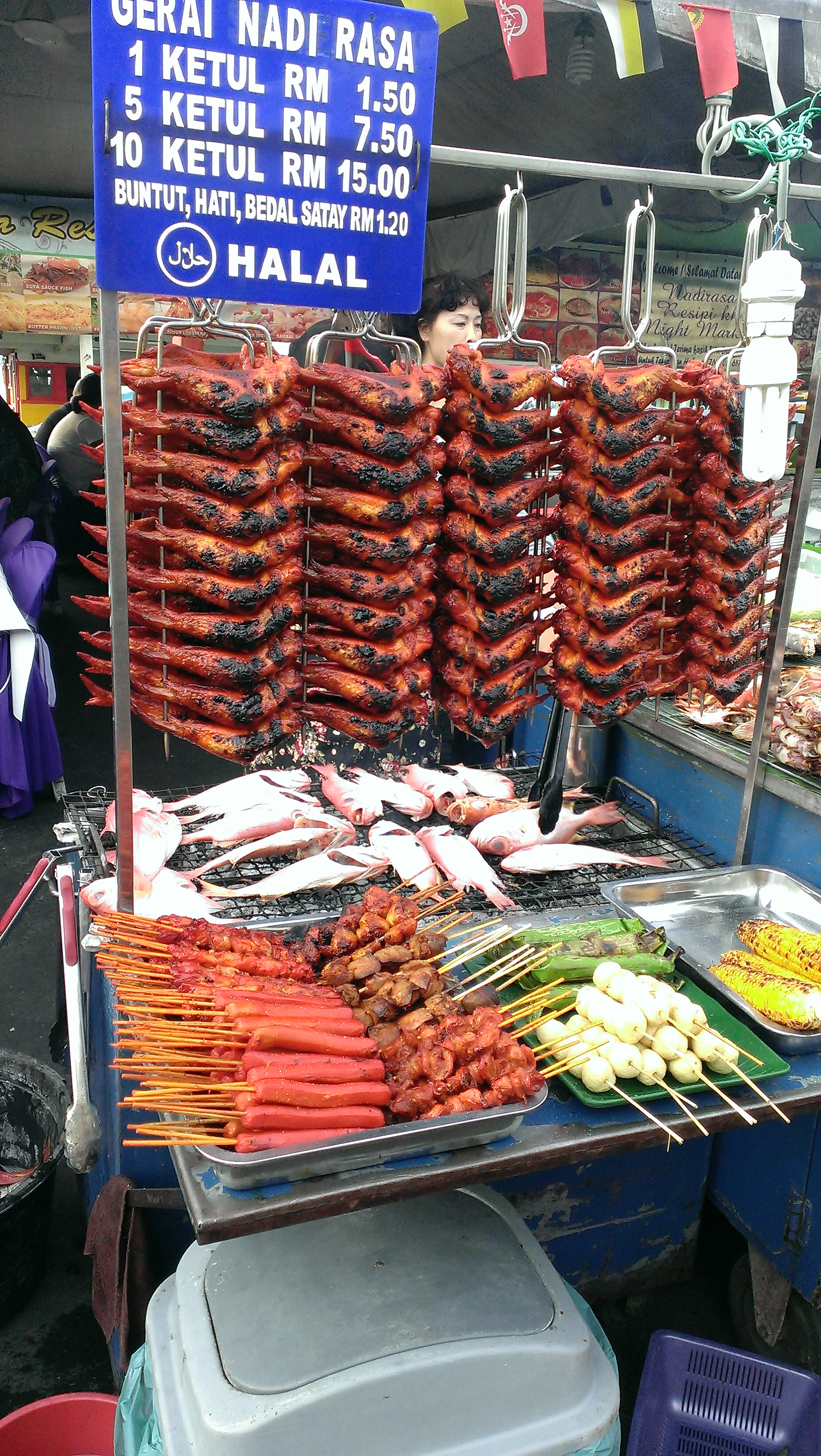
马来菜-燒雞翅膀

| 名称                                | 类型     |
| 亚洲时报                            | 报纸     |
| 华侨日报、 Daily Express            | 报纸     |
| 诗华集团-诗华日报、 The Borneo Post | 报纸     |
| 星洲日报                            | 报纸     |
| 沙巴VFM                             | 广播电台 |
| MYFM                                | 广播电台 |
| TEA FM                              | 广播电台 |

- 佑记肉骨茶
- 马来菜-燒雞翅膀

### 饮食
在亚庇，主要街边和茶店美食多数以粉面为主，如生肉面，牛杂等。透过网路歌手以Youtube创作歌曲宣传和中国大陆，港澳台电视美食节目访问，使生肉面和牛杂成名，为 “到访亚庇必吃美食”。加雅街也成为亚庇美食街，除了能吃到驰名金记肉骨茶和佑记肉骨茶之外，也能品尝“怡丰”的叻沙米粉，牛杂，鱼丸粉面，干捞面和煲仔饭。“富源”是沙巴家喻户晓的茶餐厅，除了特色经济粉面，还有双拼面包（Roti Kahwin）和烤面包（Kahwin Panggang）是特色。虽然肉骨茶源自于马来西亚巴生，但是许多游客来到沙巴也不忘吃肉骨茶.亚庇也有许多海鲜餐馆如“华兴海鲜楼”、“大茄来”、“海中宝”等。在亞庇，吃海鲜已成为一种文化。也是世界各地游客来到亚庇必要品尝的美食。除了中餐，在嘛嘛档能享受美味的穆斯林美食如马来沙爹（Sate）、烤鸡翅旁（Ayam Pangganng），和马来“咖喱”饭。印度茶店能品尝印度抛饼（Roti Canai）、拉茶（Teh Tarik）、纸巾塔（Roti Tisu）、红烤鸡配囊（Naan Tandori Chicken）等。位于亚庇路阳区布吉巴登糖水街和丹绒里拔海滩美食城是品尝甜品和特色饮料的好地方。布吉巴登糖水街能品尝到“杂雪刨冰（ABC）”、“驰名豆花”、“炸料”等，丹绒里拔海滩美食城小贩售卖本地水果汁，必试的饮料是“牛奶果芒果汁”。
| - 亚庇名菜： - 芝士龙虾 - 清蒸鱼 - 海鲜螃蟹汤 - 炒树仔菜 - 焖猪手/脚 - 炸柠檬鸡 - 客家扣肉 - 咖哩鱼头 - 炒辣野菜 - 印度咖哩鸡 |

| - 特色饮料： - 奶茶 - 三色奶茶 - 拉茶 - 凉粉 - 檸檬茶 - 桔子冰 - 丹南咖啡 - 卡达山米酒 - 鲜果汁 - 杂雪 |

| - 异国美食： - 港式茶餐厅 - 粤菜 - 四川菜 - 北京菜 - 上海菜 - 日本菜 - 韩国菜 - 意大利菜 - 西餐 - 中国穆斯林美食 - 法国菜 - 印度菜 - 日本菜 |

## 旅游
亚庇位处于热带地区，阳光与海滩是旅游者到此享受的其中一些活动，例如丹绒亚路海滩（Tanjung Aru Beach）。另外，在亚庇水域潜水亦很受旅游者欢迎，南海的水清和众多珊瑚礁里丰富的珊瑚品种令潜者大开眼界。

### 京那巴魯山（神山）
京那巴魯山是众多徒步旅行者的聖地，由于这座山仍是卡达山族祖先灵魂的安息之所,被当地人称为神山。它是东南亚最高的山峰，高度4095.2米，每年增高約5毫米。「京那」（Kina）是當地原住民卡达山语「中国」之称，「巴魯」被称为「寡婦」之称。沙巴许多神奇哀艳和壮烈的故事与这座「中国寡妇山」有关。
相传在古代，一位中国的年轻商人来到沙巴，与当地一位美丽的卡达山族姑娘结为夫妻，婚后过着幸福的生活。后来这位中国商人北上回故里，临别前，许诺爱妻日后团圆，但这位中国商人回故乡后，渺无音讯，日复一日，年复一年，美丽的姑娘，站在高山上，远望北方，盼星星盼月亮，不见夫君归来，姑娘绝望了，跳入湖中徇情。另一说，那位姑娘，望穿秋水，日日夜夜在海边盼望夫君归来，但思君不见君，最后她登上神山之顶峰，眺望南中国海上南来的帆影，终于望成石头，她永远守望在高山之巅，故称“中国寡妇山”。
每年10月在这里举行的「京那巴鲁山国际登山赛」，被誉为「世界最艰巨的登山赛会」，该项赛事于2003年获「马来西亚最引人注目运动旅游奖」。每年的10月，来自世界各地的登山爱好者云集于此，共赴这项备受世界属目的赛事。
2015年6月5日早上7时20分，沙巴兰瑙发生5.9级地震。导致京那巴鲁山登山道山崩，造成18人遇难和多人受伤。2016年6月5日，當地政府在京那巴鲁山的山脚附近竖立了一座刻有罹难者名字的“神山山难纪念碑”。

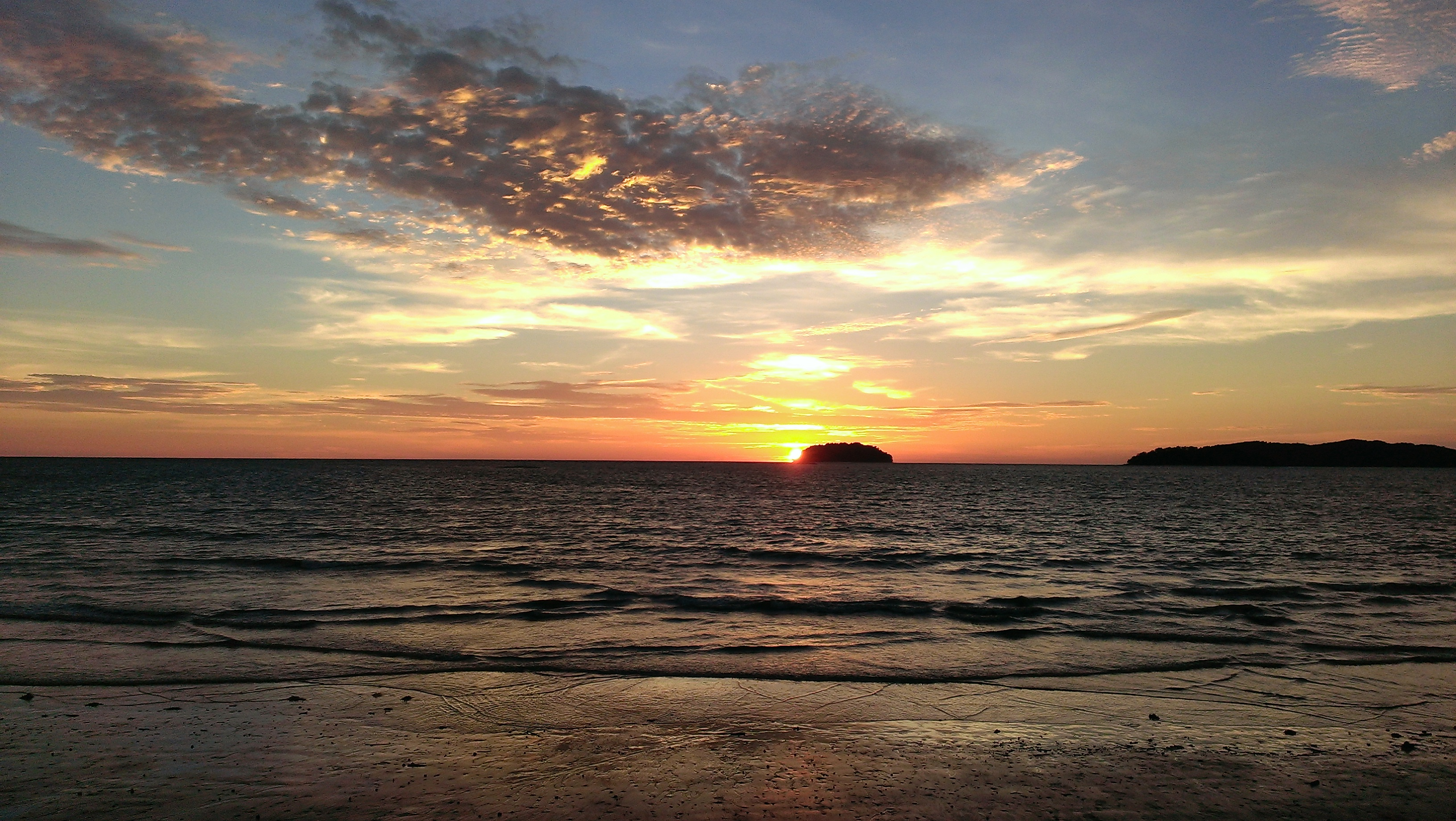
東姑阿都拉曼國家公園日落美景之一
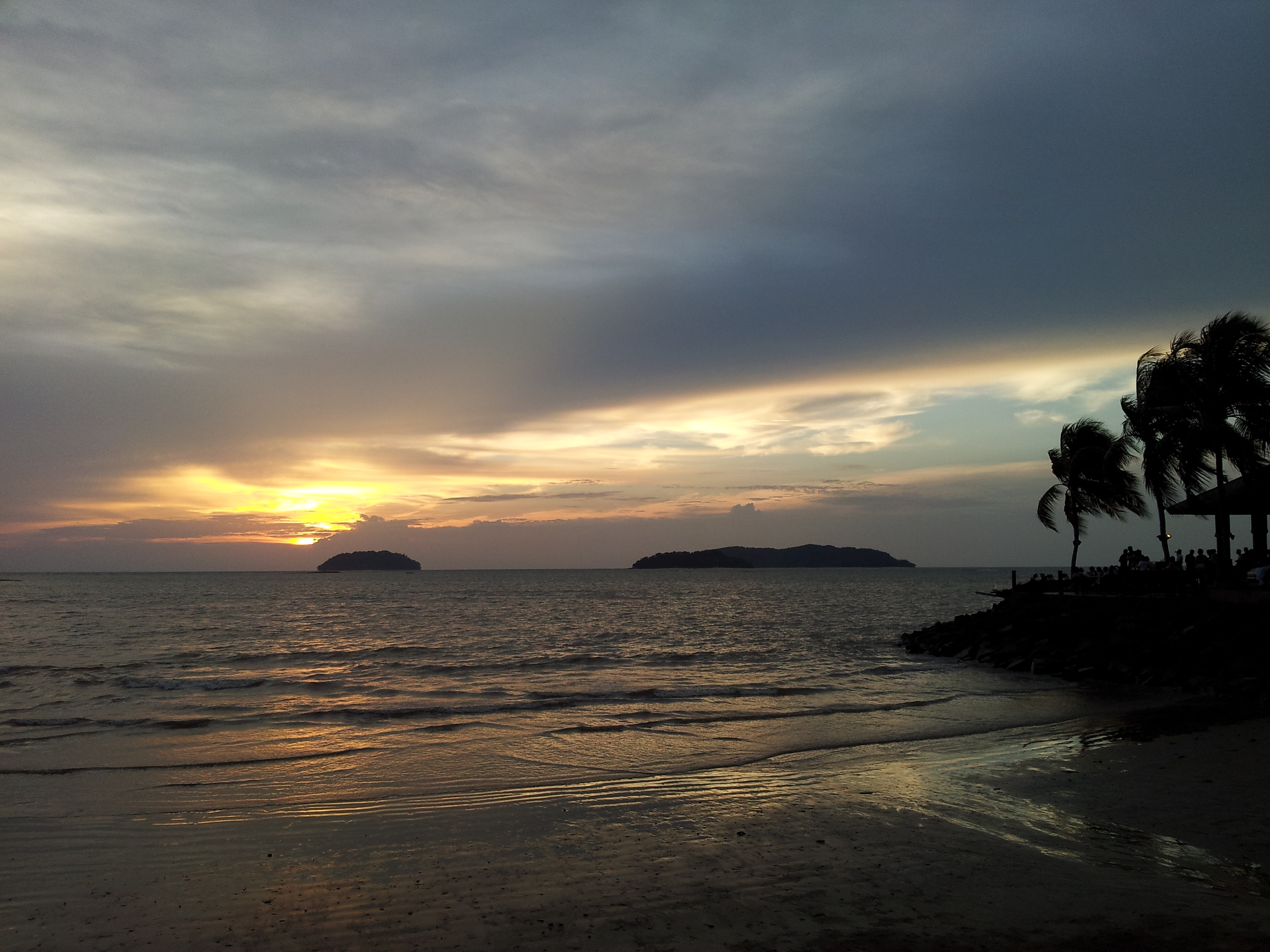
東姑阿都拉曼國家公園日落美景之二
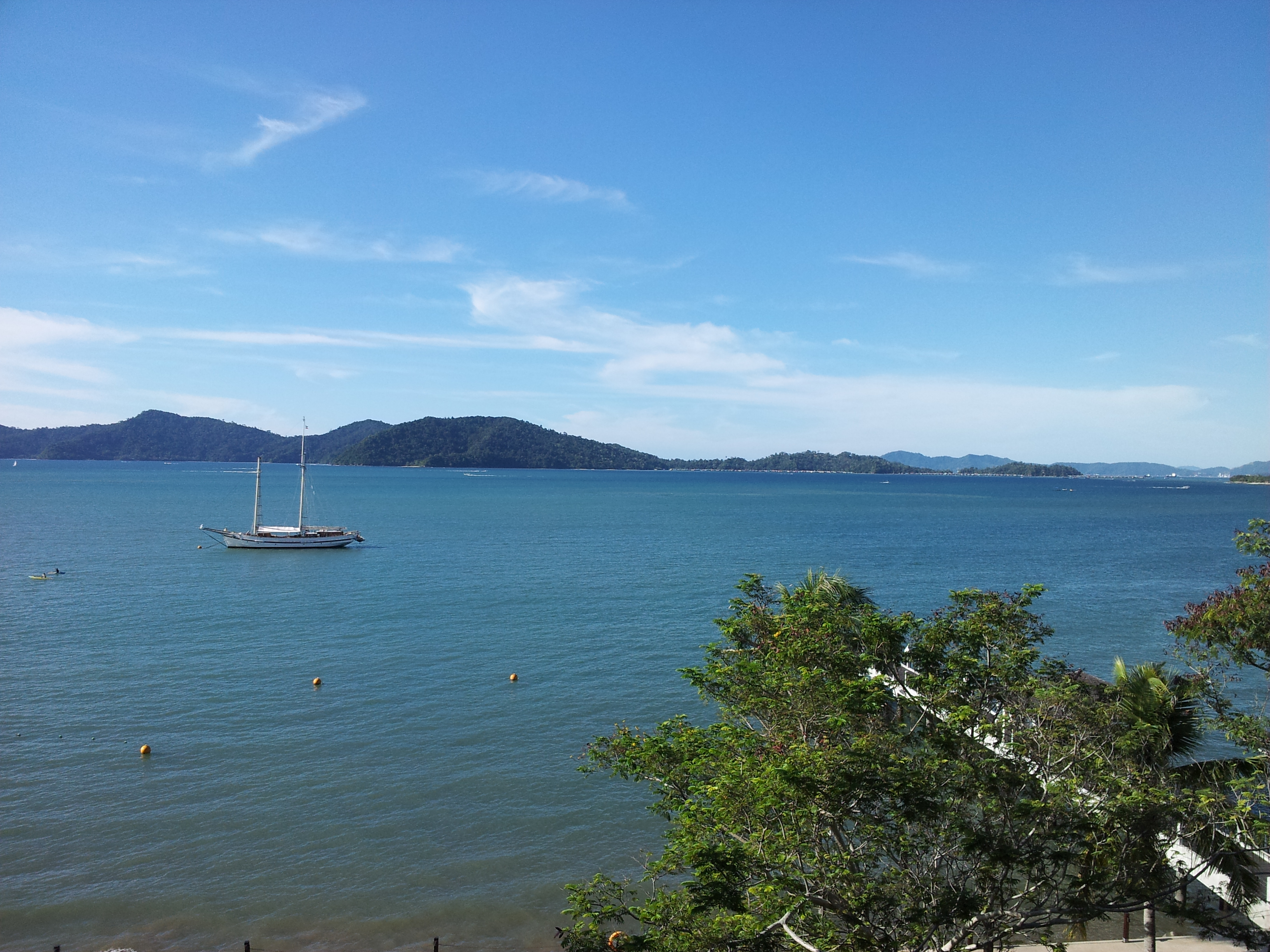
遠眺「東姑阿都拉曼國家公園」

### 东姑阿都拉曼公园
由五个岛组成，名为佳亞島（Pulau Gaya）、沙比岛（Pulau Sapi）、马奴根岛（Pulau Manukan）、苏露岛（Pulau Sulug）及马奴迪岛（Pulau Mamutik），距离亚庇市大约20分钟的船程，在亚庇码头（Jesselton Point Jetty）上船，是市民假期的好去处。

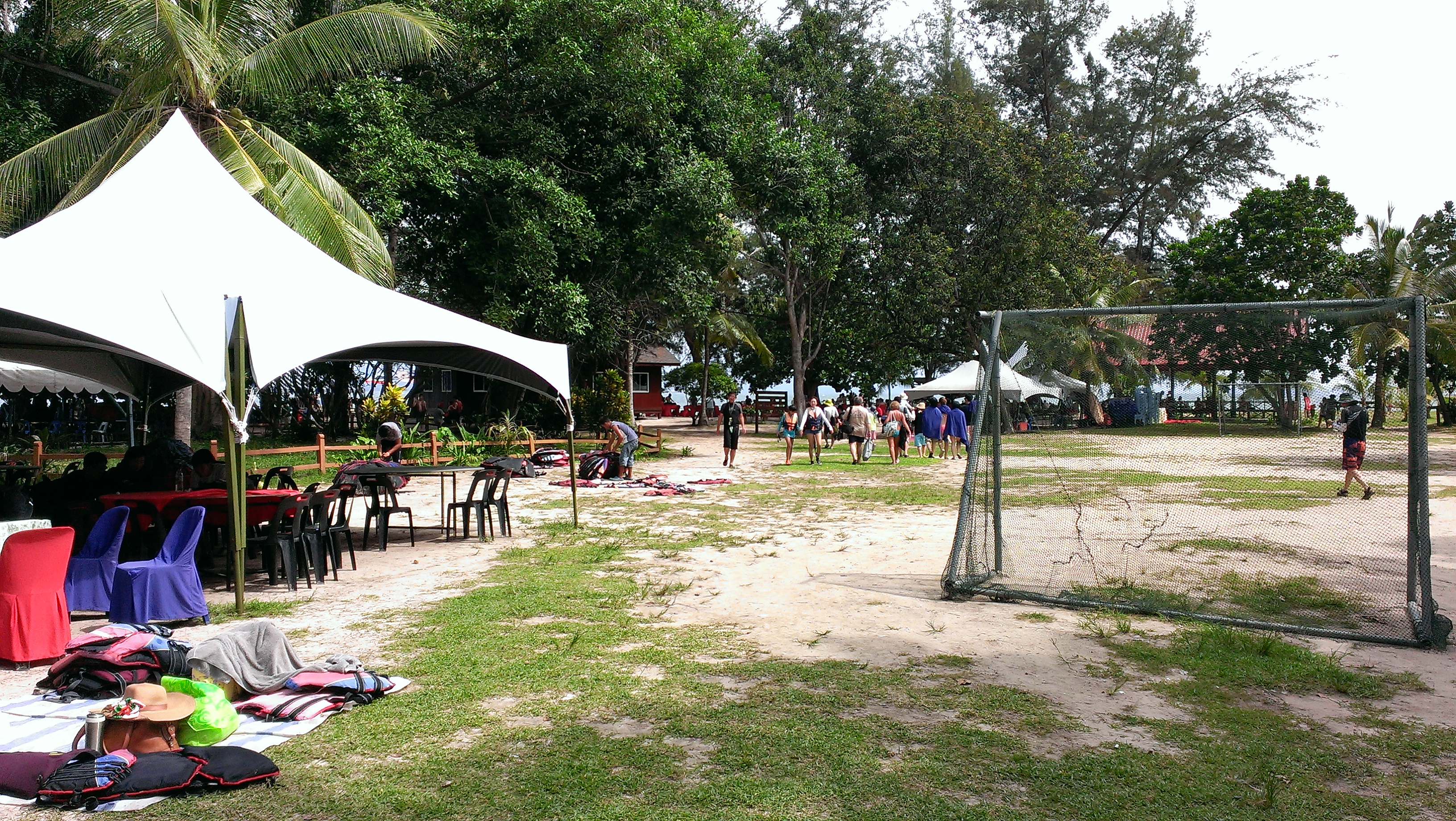
馬奴迪島(Pulau Mamutik)之一
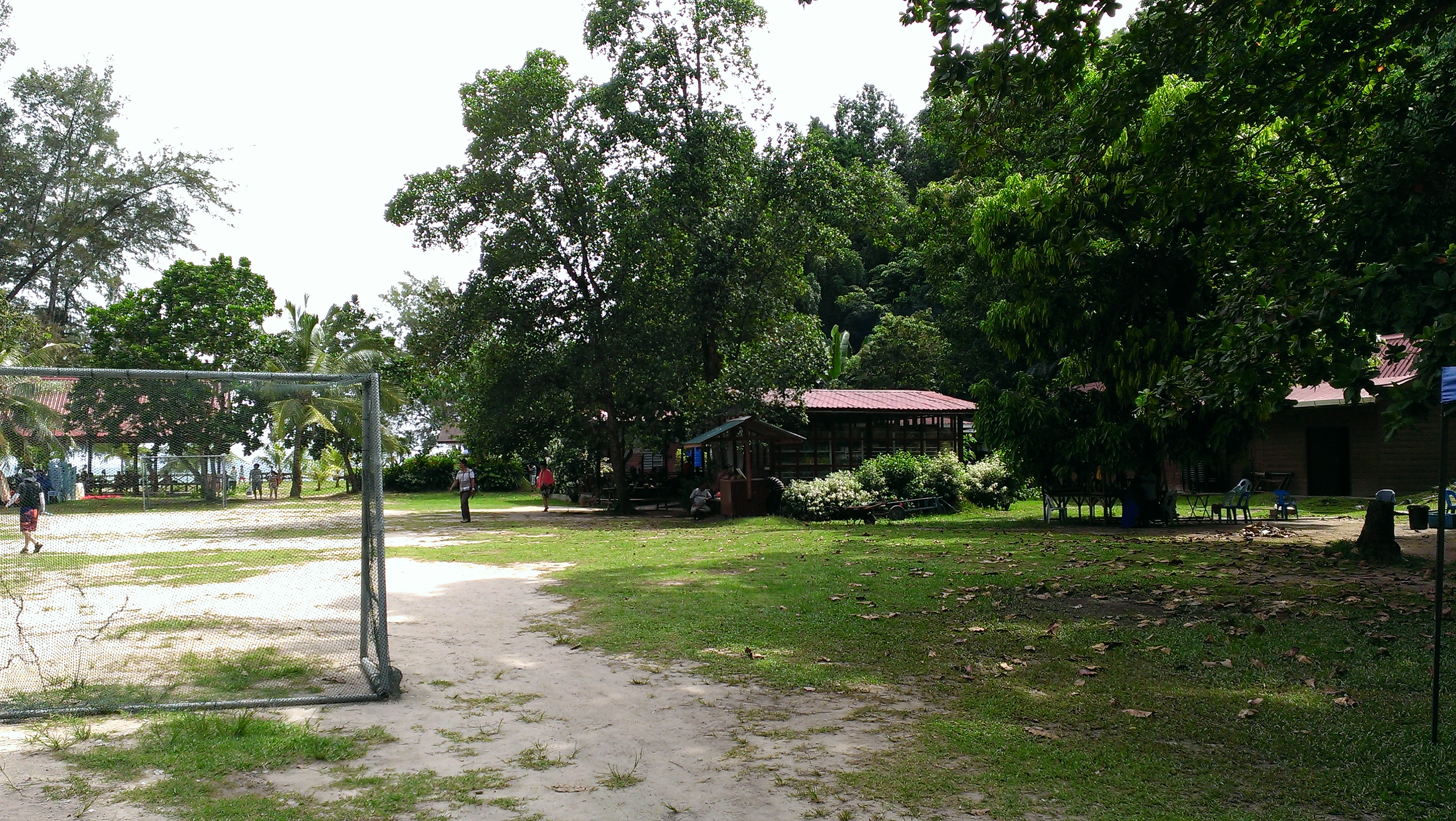
馬奴迪島(Pulau Mamutik)之二

## 知名人物
- 黃英贤，澳洲首位华裔部长
- 余畑龙，著名创作歌手
- 曹格，著名创作歌手
- 颜伊雯，著名歌手
- 邱文博，ASTRO电台主持人
- 大头，网路红人

## 国际关系
目前已有四个国家在亚庇设立领事馆，包括 中国，文莱，印尼和日本。

### 友好城市
亚庇的友好城市，分别是：
- 洛金汉市[25]
- 中国 杭州[26]
- 中国 河源[27]
- 中国 江门[28]
- 中国 武漢[29]
- 中国 張家港[30]
- 日本 青森
- 龍仁[31]
- 丽水[28]
- 菲律賓 普林塞薩港
- 俄羅斯 海参崴[32]
- 臺灣 台北[33]
- 臺灣 桃園[33][34]
- 泰國 叻丕府[30]
- 美国 波特蘭[35]
- 越南 芽莊